# 2013年7月

## 7月1日
武裝衝突

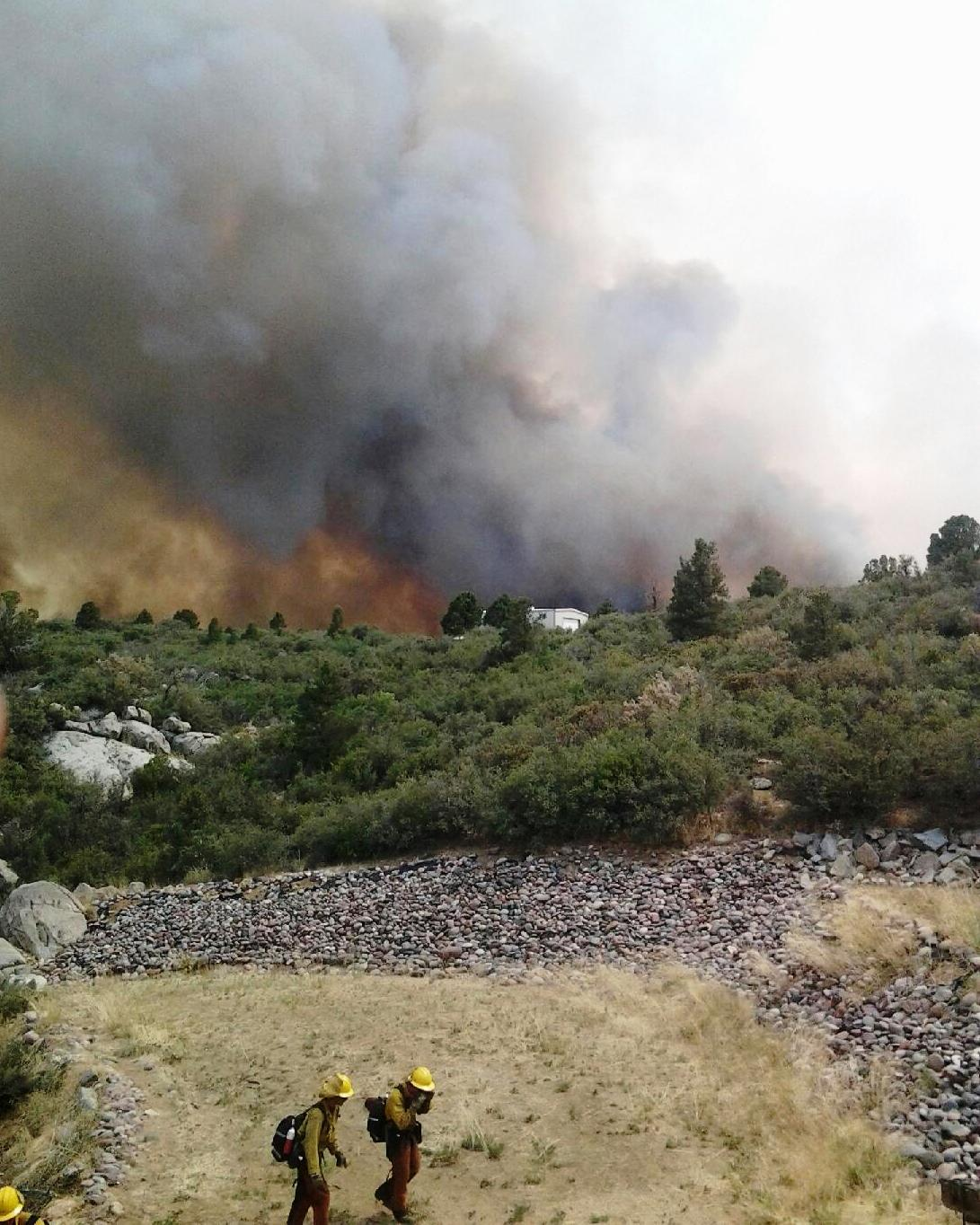
亞奈爾山火。

- 約15萬人於埃及各地發起示威活動以要求埃及總統穆罕默德·穆爾西辭職下台。《亞特蘭大（页面存档备份，存于）》
- 自從上周反政府示威遊行展開後，包含一名美國人在內的16人遭到殺害，另外有800多人受到輕重傷。《耶路撒冷郵報（页面存档备份，存于）》、有線電視新聞網（页面存档备份，存于）
- 埃及陸軍向埃及總統穆罕默德·穆爾西為首的埃及穆斯林兄弟會（英语：Muslim Brotherhood in Egypt）發出最後通牒，要求在48個小時之內對於街頭上要求總統辭職的示威群眾做出回應，否則將會主動「強行恢復秩序」。BBC新聞（页面存档备份，存于）、有線電視新聞網（页面存档备份，存于）、《紐約時報（页面存档备份，存于）》
- 巴基斯坦奎達郊區的什葉派居住區以及西北部開伯爾-普什圖省的一輛準軍事車隊遭到兩起各自獨立的炸彈襲擊，造成至少47人死亡與超過90人受傷，而根據報導一個遜尼派極端組織坦承是由其發起。有線電視新聞網（页面存档备份，存于）
- 兩名可疑的武裝分子與印度警方在查謨-克什米爾邦特拉爾爆發槍戰，最後兩人與一名警察皆遭到槍殺。BBC新聞（页面存档备份，存于）

藝術文化
- 美國慶祝作為南北戰爭關鍵戰役的蓋茨堡之役爆發150周年紀念。《華盛頓郵報（页面存档备份，存于）》

災害事故
- 確認19名普雷斯科特消防局（英语：Prescott Fire Department）消防員在亞利桑那州鳳凰城西北部郊區為了撲滅亞奈爾山火而喪生。有線電視新聞網（页面存档备份，存于）

國際關係
- 克羅埃西亞正式加入歐洲聯盟而成為第二十八個成員國（英语：Accession of Croatia to the European Union）。ABC News（页面存档备份，存于）
- 美國前情報單位雇員愛德華·史諾登向俄羅斯申請政治庇護。路透社（页面存档备份，存于）

政治選舉
- 前智利總統蜜雪兒·巴綺蕾獲得壓倒性的勝利而成為中間偏左政治聯盟在明年11月舉辦的總統選舉候選人，而中間偏右政治聯盟則集體推選出前經濟發展暨旅遊部部長巴勃羅·隆蓋拉（英语：Pablo Longueira）擔任候選人。
- 葡萄牙財政部部長维托·贾斯帕（英语：Vítor Gaspar）由於民眾不支持加強緊縮措施而引發政治危機，最後宣布辭去財政部部長的職務並且由玛丽亚·路易斯·阿尔伯克基（英语：Maria Luis Albuquerque）繼任之。《環球郵報（页面存档备份，存于）》

科學技術
- 澳洲發現當前年代最早的歐洲人頭骨（英语：Manning River Skull），而這項發現可能改變澳洲的歷史。雅虎新聞[]

## 7月2日
武裝衝突

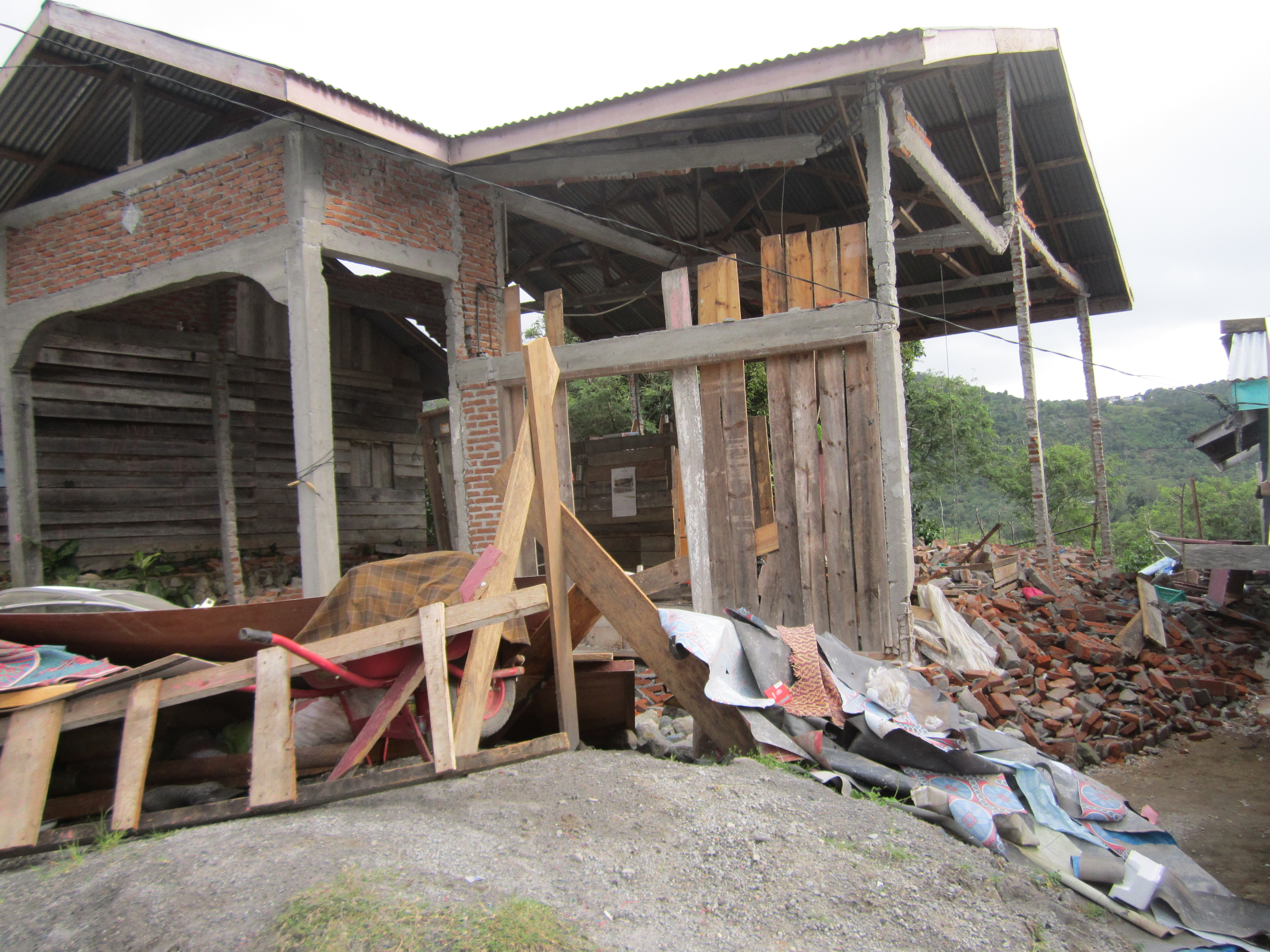
2013年亞齊地震。

- 開羅大學附近發生嚴重的暴力衝突，造成至少16人死亡以及超過200多人受傷。《金字塔報（页面存档备份，存于）》
- 印度警方於賈坎德邦遭遇叛亂分子（英语：Naxalite–Maoist insurgency）納薩爾派的強力攻擊（英语：July 2013 Maoist attack in Dukma），最後造成6名警察喪生。NDTV（页面存档备份，存于）
- 阿富汗戰爭叛亂份子襲擊北大西洋公約組織位於喀布爾的總部，並且造成至少2人死亡。路透社（页面存档备份，存于）、《Newsday》
- 伊拉克叛亂份子在市場放置炸彈並且加以引爆，造成46名作為主要攻擊目標的什葉派穆斯林喪生。《太陽先驅報》
- 美國無人航空載具（英语：Drone attacks in Pakistan）在巴基斯坦與阿富汗邊境處攻擊一座由叛亂部隊使用的住宅並且造成至少7人死亡。CNN-IBN（页面存档备份，存于）

災害事故
- 印度尼西亞亞齊特別行政區發生芮氏地震規模6.2級的2013年亞齊地震，造成至少11人死亡以及數十人受傷。新華網（页面存档备份，存于）

法律犯罪
- 巴拉克·歐巴馬政府（英语：Presidency of Barack Obama）決定延緩醫療保健法律《患者保護與平價醫療法案》中要求雇主應該在員工工作滿一年後為其投入醫療保險這項主要要求至2014年1月1日實施。《華盛頓郵報（页面存档备份，存于）》
- 68名伊斯蘭教信徒被指控密謀策畫反抗阿拉伯聯合大公國聯邦政府（英语：Politics of the United Arab Emirates），並且隨後各自判處15年的有期徒刑。BBC新聞（页面存档备份，存于）
- 德國法院判處兩名於該國替俄羅斯進行間諜工作的俄羅斯裔夫妻入獄服刑。BBC新聞（页面存档备份，存于）
- 查德法院起訴於塞內加爾遭到逮捕的前查德總統海珊·哈布雷包括戰爭罪、反人類罪和實施酷刑等罪刑。BBC新聞（页面存档备份，存于）、德國之聲（页面存档备份，存于）、歐洲新聞台（页面存档备份，存于）

政治選舉
- 埃及外交部部長（英语：Minister of Foreign Affairs (Egypt)）穆罕默德·卡迈勒·阿姆鲁（英语：Mohamed Kamel Amr）在內的5名部會首長決定在抗議活動後提請辭職。MSN
- 埃及總統穆罕默德·穆爾西誓言儘管抗議行動持續進行仍然會繼續留任。《每日電訊報（页面存档备份，存于）》
- 由於懷疑玻利維亞總統埃沃·莫拉萊斯的專機繪載著提出政治庇護申請的愛德華·史諾登，法國和葡萄牙拒絕該機經過其領空。《華盛頓郵報Archive.today的存檔，存档日期2013-07-03》
- 威爾斯國民議會投票表決通過採取「軟性選擇退出系統」的器官捐贈制度，這也使得威爾斯成為英國第一個通過自動假定為捐贈器官者之法案的王國。BBC新聞（页面存档备份，存于）
- 葡萄牙外交部部長（英语：Minister of Foreign Affairs (Portugal)）保羅·波爾塔斯（英语：Paulo Portas）由於不滿葡萄牙總理選擇玛丽亚·路易斯·阿尔伯克基（英语：Maria Luis Albuquerque）擔任財政部（英语：Ministry of Finance (Portugal)）部長而提請辭職，之後環境暨農業部部長和社會保障部部長也宣布辭職。彭博通訊社（页面存档备份，存于）、BBC新聞（页面存档备份，存于）
- 全國人民政權代表大會主席宣布包括里卡多·阿拉爾孔在內的古巴共產黨資深黨員將退出中央委員會的職位，同時全國人民政權代表大會將會展開重組。美聯社（页面存档备份，存于）
- 伊朗國王穆罕默德-禮薩·巴勒維首任妻子茀絲亞逝世，享年91歲。路透社（页面存档备份，存于）

宗教慶典
- 梵蒂岡宣聖部（英语：Congregation for the Causes of Saints）認可前任教宗若望·保祿二世所提出的其顯現第二個神蹟，並且有消息指稱在獲得批准後方濟各可能會於今年年底之前冊封其為聖徒。哥倫比亞廣播公司（页面存档备份，存于）

科學技術
- 俄羅斯一艘載有3顆格洛納斯系統的質子-M運載火箭在哈薩克白寇奴爾太空發射場發射升空後不久失去控制並且墜毀。Spaceflight Now（页面存档备份，存于）
- 國際天文學聯合會宣布冥王星的第四顆和第五顆衛星其名稱分別為科伯羅司和冥河。《雪梨晨鋒報（页面存档备份，存于）》

## 7月3日
武裝衝突

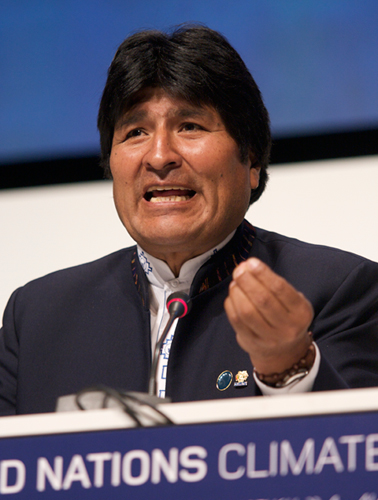
埃沃·莫拉萊斯。

- 埃及陸軍出身的軍方領導人阿卜杜勒-法塔赫·塞西將軍晚間宣佈暫停憲法並推翻埃及首位民選總統穆罕默德·穆爾西，並且由埃及最高憲法法院院長（英语：Supreme Constitutional Court of Egypt）阿德里·曼蘇爾擔任新政府的臨時領導人而成立過渡政權。英國廣播公司（页面存档备份，存于）、有線電視新聞網（页面存档备份，存于）
- 埃及陸軍發起政變行動佔領國家電視台廣播室，同時針對長達一個禮拜的示威活動中要求下台的埃及總統穆罕默德·穆爾西與埃及穆斯林兄弟會（英语：Muslim Brotherhood in Egypt）領導高層則發布旅遊禁令。《獨立報（页面存档备份，存于）》
- 根據報導指稱穆罕默德·穆爾西已經遭到部隊軟禁，同時包括開羅大學在內的開羅各個重要場所都有部署裝甲車與士兵。《以色列時報（页面存档备份，存于）》
- 美國無人航空載具（英语：Drone attacks in Pakistan）針對位於巴基斯坦北瓦濟里斯坦特區的一處武裝份子營地展開攻擊，使得最近因為無人航空載具襲擊喪生的人數增加至16人。《哈芬登郵報（页面存档备份，存于）》
- 巴基斯坦譴責美國最近的美國無人航空載具（英语：Drone attacks in Pakistan）攻擊行動並且指稱已經侵犯「主權和領土的完整」。半島電視台（页面存档备份，存于）

藝術文化
- 祕魯有著4,000多年歷史的埃爾帕拉伊索（英语：El Paraíso, Peru）金字塔群遭到房地產建築商的破壞。BBC新聞（页面存档备份，存于）

商業經濟
- 世界上最大的海上風力發電廠倫敦陣列正式營運。《衛報（页面存档备份，存于）》、《海灣新聞（页面存档备份，存于）》、《明鏡（页面存档备份，存于）》

災害事故
- 印度尼西亞亞齊特別行政區所發生的芮氏地震規模6.2級地震死亡人數上升至42人，並且有超過400人受傷以及數萬棟建築受損。福斯新聞頻道（页面存档备份，存于）
- 俄羅斯薩哈共和國一架Mi-8直升機墜毀，造成飛機上有24人喪生。BBC新聞（页面存档备份，存于）、路透社（页面存档备份，存于）

國際關係
- 玻利維亞總統埃沃·莫拉萊斯的專機由於被懷疑載有愛德華·史諾登使得絕大部份歐洲國家拒絕讓飛機經過領空，最後只好迫降於奧地利維也納的機場。BBC新聞（页面存档备份，存于）
- 玻利維亞向聯合國提交投訴並且聲稱這次總統專機改道事件本質上即為「綁架」總統的行徑。《衛報（页面存档备份，存于）》
- 埃沃·莫拉萊斯的支持者批評總統專機飛行改道事件實際上為美國與其同盟國對於南美洲的侵略行為，同時民眾於法國駐玻利維亞大使館外展開抗議活動。半島電視台（页面存档备份，存于）

法律犯罪
- 厄瓜多宣布在其駐英國大使館內發現竊聽設備，厄瓜多外交部部長里卡多·帕蒂尼奥（英语：Ricardo Patiño）表示這次事件為「在政府與政府之間的國際關係中又是一次道德淪喪的實例」。《衛報（页面存档备份，存于）》

政治選舉
- 比利時國王阿爾貝二世宣佈基於健康理由將於7月21日國慶日時遜位，由他的兒子布拉班特公爵菲利普王子繼承王位。英國廣播公司（页面存档备份，存于）、Deredactie.be（页面存档备份，存于）、《新聞報（页面存档备份，存于）》

科學技術
- 曾提出、等概念並發明的美國電腦專家道格拉斯·恩格爾巴特逝世，享年88歲。《紐約時報（页面存档备份，存于）》

## 7月4日
藝術文化

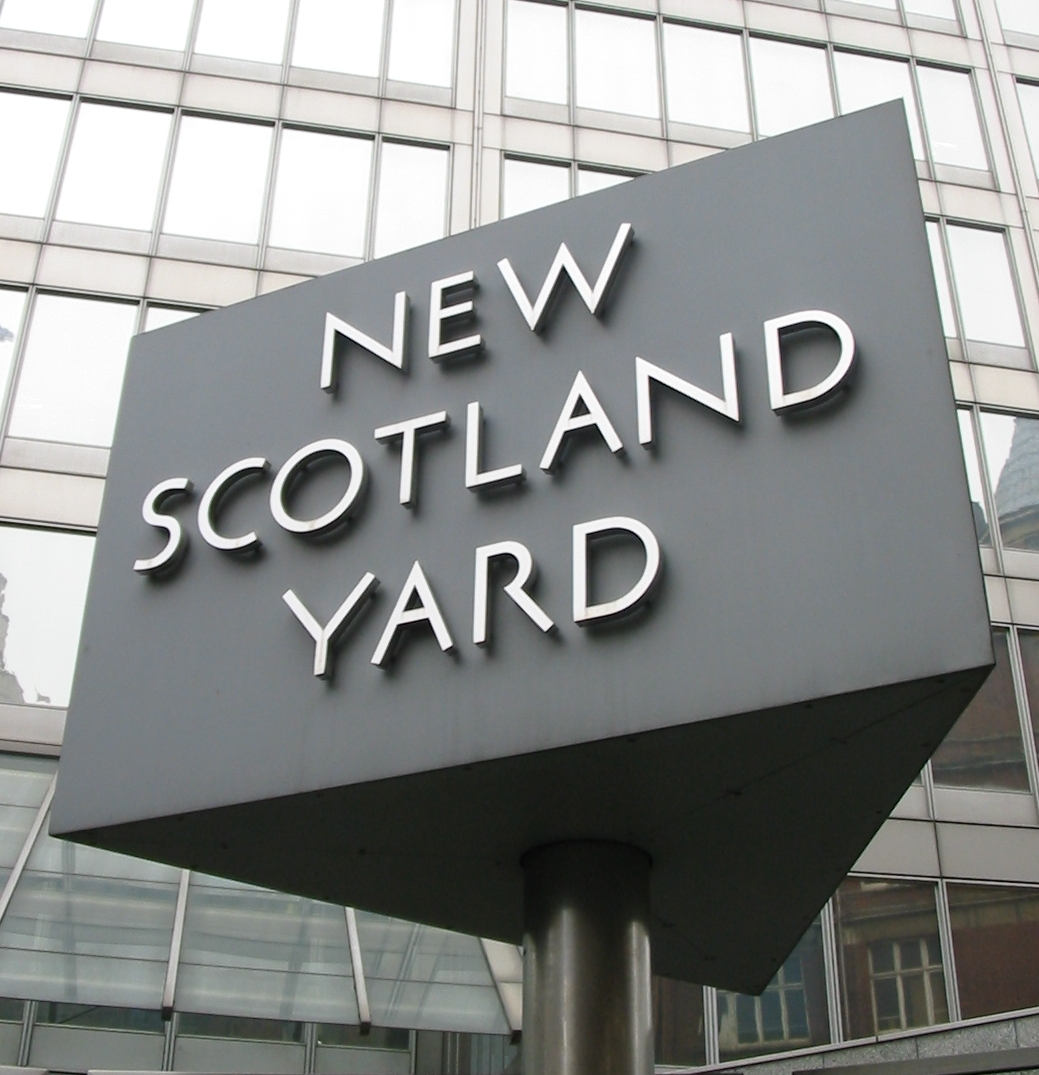
倫敦警察廳。

- 自從2012年10月下旬颶風珊迪襲擊紐約港自由島並且造成嚴重破壞後，自由女神像首次重新開放遊客前往。《亞特蘭大（页面存档备份，存于）》

國際關係
- 大韓民國與朝鮮民主主義人民共和國就4月份時遭到關閉的朝鮮開城特級市內的合資工廠重新啟用一事進行談判。《印度教徒報（页面存档备份，存于）》

法律犯罪
- 倫敦警察廳針對馬德琳·麥凱恩失蹤事件發現新的證據以及證人，決定重新展開正式的調查行動。BBC新聞（页面存档备份，存于）
- 埃及軍方以涉嫌「煽動殺害示威者」的罪名逮捕穆斯林兄弟會最高負責人穆罕默德·巴迪。法國24（页面存档备份，存于）
- 前法國總統尼古拉·薩科齊宣布辭去法國憲法委員會的職務，而後者則表示薩科齊在2012年法國總統選舉中嚴重超支原本所提供的資金上限。The Local（页面存档备份，存于）
- 自上周三以來美國芝加哥發生19起槍擊事件，其中有4人死亡以及15人受傷。NBC News（页面存档备份，存于）
- 賓夕法尼亞州蘭開斯特的住家中發生一起6人槍擊命案。Wichita and Kansas[]

政治選舉
- 日本參議院宣布將在7月21日時展開第23屆日本參議院議員通常選舉的投票與計票作業。新華網（页面存档备份，存于）
- 外交部部長（英语：Minister of Foreign Affairs (Portugal)）與葡萄牙總理就先前官員辭職問題展開一系列討論，而之後擔任葡萄牙總理的佩德羅·帕索斯·科埃略亦和葡萄牙總統阿尼巴爾·卡瓦科·席爾瓦會談。
- 媒體報導指稱南非總統納爾遜·曼德拉已經呈現植物人狀態，而醫生正詢問家屬是否同意要關閉生命維持儀器。News24（页面存档备份，存于）、天空新聞台（页面存档备份，存于）

科學技術
- 生物學家在巴西塞爾希培州發現新品種的蜥蜴。環球電視新聞網（页面存档备份，存于）

## 7月5日
武裝衝突

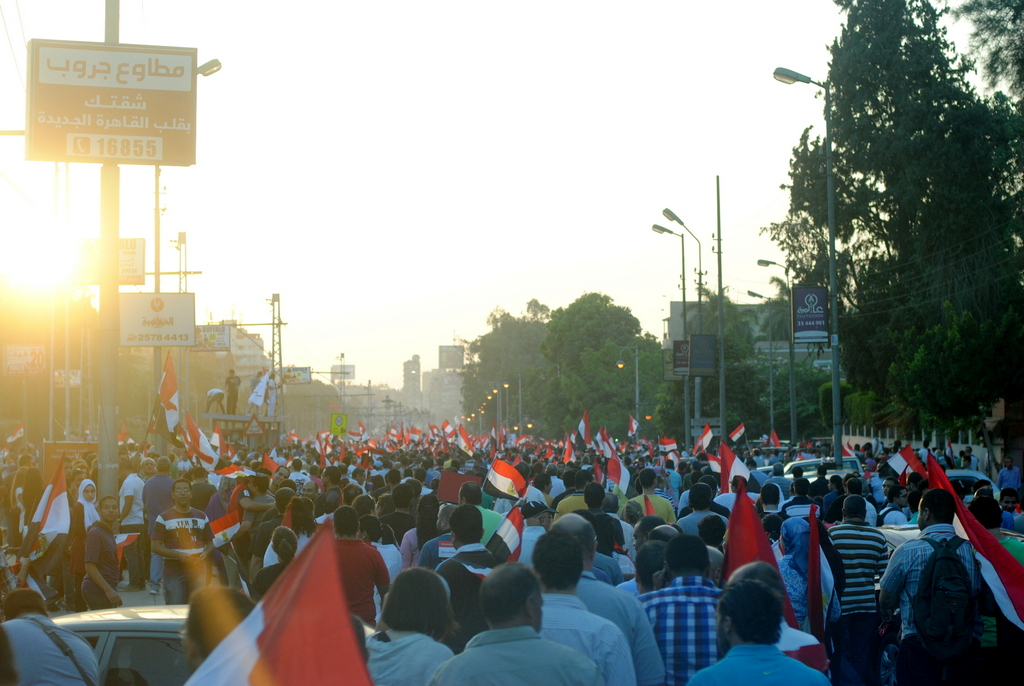
2013年埃及政變。

- 支持伊斯蘭主義的槍手在埃及政變後兩天開始展開行動，其中一名於西奈半島駐守的埃及武裝部隊士兵與5名埃及執法單位（英语：Law enforcement in Egypt）警察因而喪命。路透社（页面存档备份，存于）、路透社（页面存档备份，存于）
- 前任埃及總統穆罕默德·穆爾西的支持者與反對者爆發暴力衝突且死亡人數增至52人，另外還造成2,500多人受傷。而在開羅大學附近也由於衝突造成超過30人死亡，同時也有數起埃及軍方與穆爾西支持者間的衝突發生。《埃及獨立報（页面存档备份，存于）》
- 非洲聯盟宣布暫停埃及的成員國資格。有線電視新聞網（页面存档备份，存于）
- 敘利亞內戰的反對派人士呼籲各界緊急投入人道主義援助，並且表示敘利亞陸軍與真主黨對於霍姆斯開始更加嚴密的包圍戰術並以火炮展開襲擊。《今日美國（页面存档备份，存于）》
- 以色列以反艦飛彈襲擊（英语：July 2013 Latakia explosion）敘利亞拉塔基亞的一座武器庫。《衛報（页面存档备份，存于）》
- 伊拉克叛亂份子在伊拉克首都巴格達針對什葉派的清真寺展開自殺攻擊，造成15人死亡。BBC新聞（页面存档备份，存于）

商業經濟
- 三星電子公布其第二季的業績報告，但由於成績並不理想以及缺乏之後的預測使得許多投資者感到失望。路透社（页面存档备份，存于）
- 歐洲中央銀行以及歐洲聯盟委員會表示對於西班牙的金融體系來說「目前無理由預計進一步的救助撥款」。路透社（页面存档备份，存于）

災害事故
- 在加利福尼亞州西米谷由於慶祝美國獨立日的煙火射出發生意外而造成39人受傷。《舊金山紀事報（页面存档备份，存于）》、福斯新聞頻道（页面存档备份，存于）
- 在美國威斯康辛州、明尼蘇達州和伊利諾州發生食品安全意外後，全食超市公司表示為Crave Brothers工廠生產的三款乾酪遭到李斯特菌汙染並且會引起如免疫力較低的孕婦等然罹患疾病，因此決定將於美國30個州份和華盛頓哥倫比亞特區販售的相關產品全面下架。NBC News（页面存档备份，存于）

國際關係
- 中華人民共和國和俄羅斯開始於日本海展開聯合海軍軍事演習。BBC新聞（页面存档备份，存于）
- 針對玻利維亞總統埃沃·莫拉萊斯的專機因為遭懷疑載有前美國國家安全局技術承包人愛德華·史諾登而被迫降落在維也納，對此除了表示歐元區國家已經違反國際法並且要求法國、義大利、西班牙和葡萄牙大使提供充分的解釋，另外也威脅不排除強制關閉美國駐玻利維亞大使館（英语：United States Ambassador to Bolivia）等代表處。《衛報（页面存档备份，存于）》
- 委內瑞拉和尼加拉瓜同意為愛德華·史諾登提供政治庇護。《今日美國（页面存档备份，存于）》

法律犯罪
- 紐西蘭法院要求派克河煤礦（英语：Pike River Coal）公司為於派克河礦災（英语：Pike River Mine disaster）中喪生的29名死者支付共300萬美元的賠償金。ABC News（页面存档备份，存于）

政治選舉
- 根據報導，保羅·波爾塔斯（英语：Paulo Portas）提出要求撤換財政部部長玛丽亚·路易斯·阿尔伯克基（英语：Maria Luis Albuquerque）作為維護政府繼續運作的最後通牒，並且要求葡萄牙總統阿尼巴爾·卡瓦科·席爾瓦居中進行政治危機的調解中央廣播電臺[]。
- 葡萄牙共和國議會駁回玻利維亞政府（英语：Politics of Bolivia）所提出要求就埃沃·莫拉萊斯的總統專機無法通過葡萄牙國家領空事件進行道歉之議案。《La Razón》
- 辛巴威最高法院駁回辛巴威總理摩根·茨萬吉拉伊所提出的要求2013年辛巴威總統選舉延期至7月31日以後的提議，對此其主要的對手辛巴威總統羅伯·穆加比表示支持。《雪梨晨鋒報（页面存档备份，存于）》

宗教慶典
- 聖座宣布加封若望·保祿二世以及若望二十三世為聖人。《每日電訊報（页面存档备份，存于）》

## 7月6日
武裝衝突

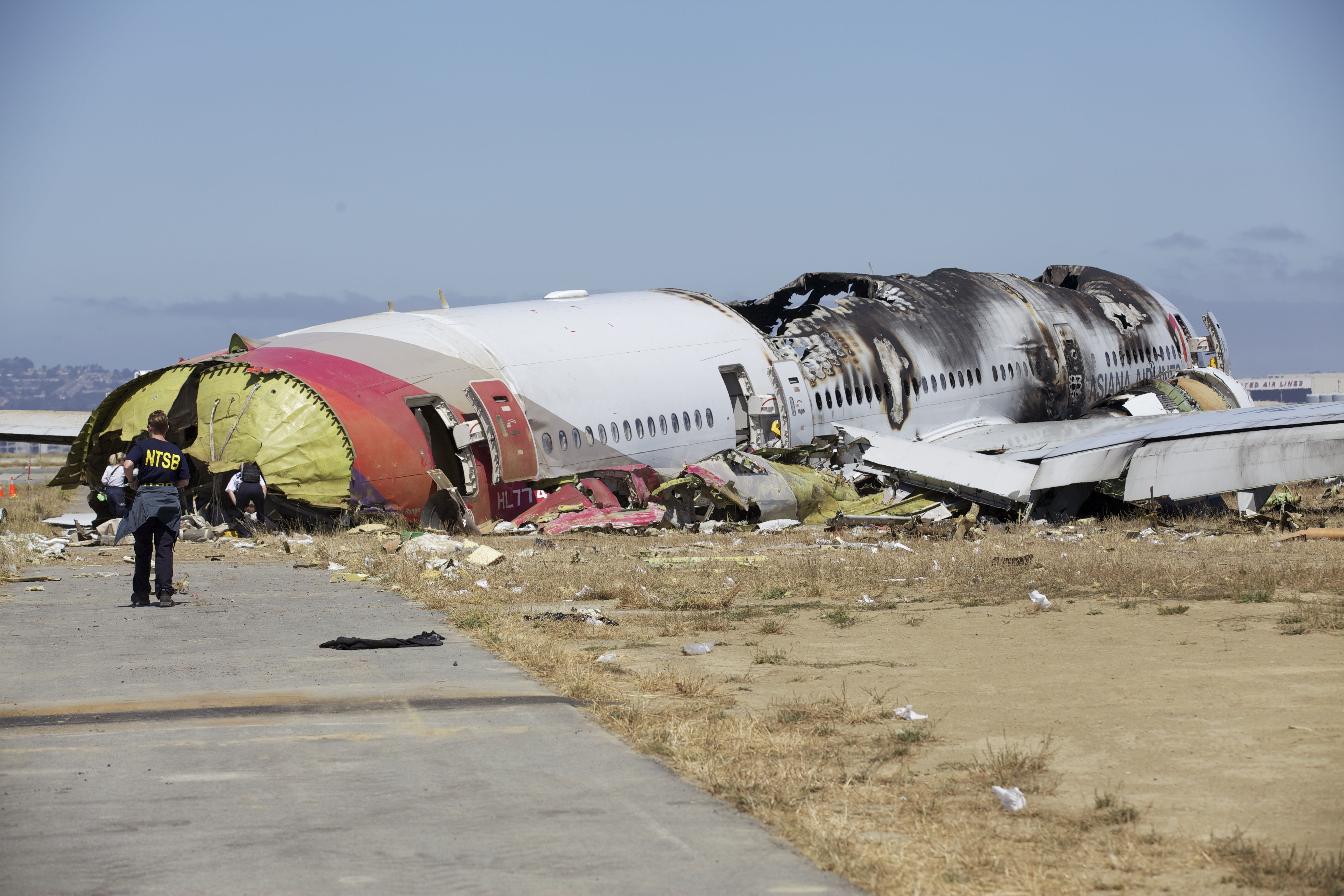
韓亞航空214號班機事故。

- 伊斯蘭叛亂部隊攻擊奈及利亞約貝州的一所鎮立寄宿學校，並且殺害了包括學生在內的45人。美聯社（页面存档备份，存于）
- 巴基斯坦東部的市集發生爆炸，造成4人死亡以及47人受傷。ABC News（页面存档备份，存于）

災害事故
- 巴基斯坦謝胡布爾的人力車與巴基斯坦鐵路喀拉崑崙快車（英语：Karakoram Express）發生相撞，造成至少14人死亡。《喀拉蚩新聞報（页面存档备份，存于）》
- 加拿大魁北克梅崗蒂克湖鎮一輛載運原油的貨運列車出軌並且發生爆炸，造成1人死亡、100人失蹤以及2, 000多人撤離家園。CBC News（页面存档备份，存于）、CBC News（页面存档备份，存于）
- 一架韓亞航空波音777在舊金山國際機場準備降落時發生事故，造成2人死亡以及181人受傷。有線電視新聞網（页面存档备份，存于）、KTVU、BBC新聞（页面存档备份，存于）

政治選舉
- 馬利共和國宣布國家進入緊急狀態並且提前展開2013年馬利總統選舉（英语：Malian presidential election, 2013）。路透社（页面存档备份，存于）
- 穆罕默德·巴拉迪被任命埃及總理。News Limited（页面存档备份，存于）
- 保羅·波爾塔斯（英语：Paulo Portas）被任命為自1985年以來首位葡萄牙副總理，同時葡萄牙總理佩德羅·帕索斯·科埃略也將展開內閣改組以化解政治危機。

體育競賽
- 法國網球選手瑪麗昂·巴托莉在2013年溫布頓網球錦標賽女子單打比賽中以6-1和6-4擊敗德國選手薩比娜·利斯基，拿下其個人生涯第一次網球大滿貫冠軍。ESPN（页面存档备份，存于）
- 美國網球選手組合鮑伯和麥克·布萊恩（英语：Bob and Mike Bryan）在2013年溫布頓網球錦標賽男子雙打比赛（英语：2013 Wimbledon Championships – Men's Doubles）以3-6、6-3、6-4和6-4擊敗克羅埃西亞選手伊萬·多迪格和巴西選手馬塞洛·梅洛的組合，成為第一個於公開賽中便持續組合而奪下四大網球大滿貫比賽冠軍的隊伍。BBC體育（页面存档备份，存于）
- 英國和愛爾蘭雄獅隊（英语：British and Irish Lions）在澳大利亞體育場的橄欖球的巡迴賽（英语：2013 British and Irish Lions tour to Australia）中以41比16擊敗澳洲國家橄欖球隊取得系列戰勝利，這也是其在1997年於南非巡迴賽（英语：1997 British Lions tour to South Africa）擊敗南非國家橄欖球隊後再度奪得勝利。BBC體育（页面存档备份，存于）
- 2013年夏季世界大學生運動會於俄羅斯喀山舉辦開幕典禮。中央通訊社

## 7月7日
武裝衝突

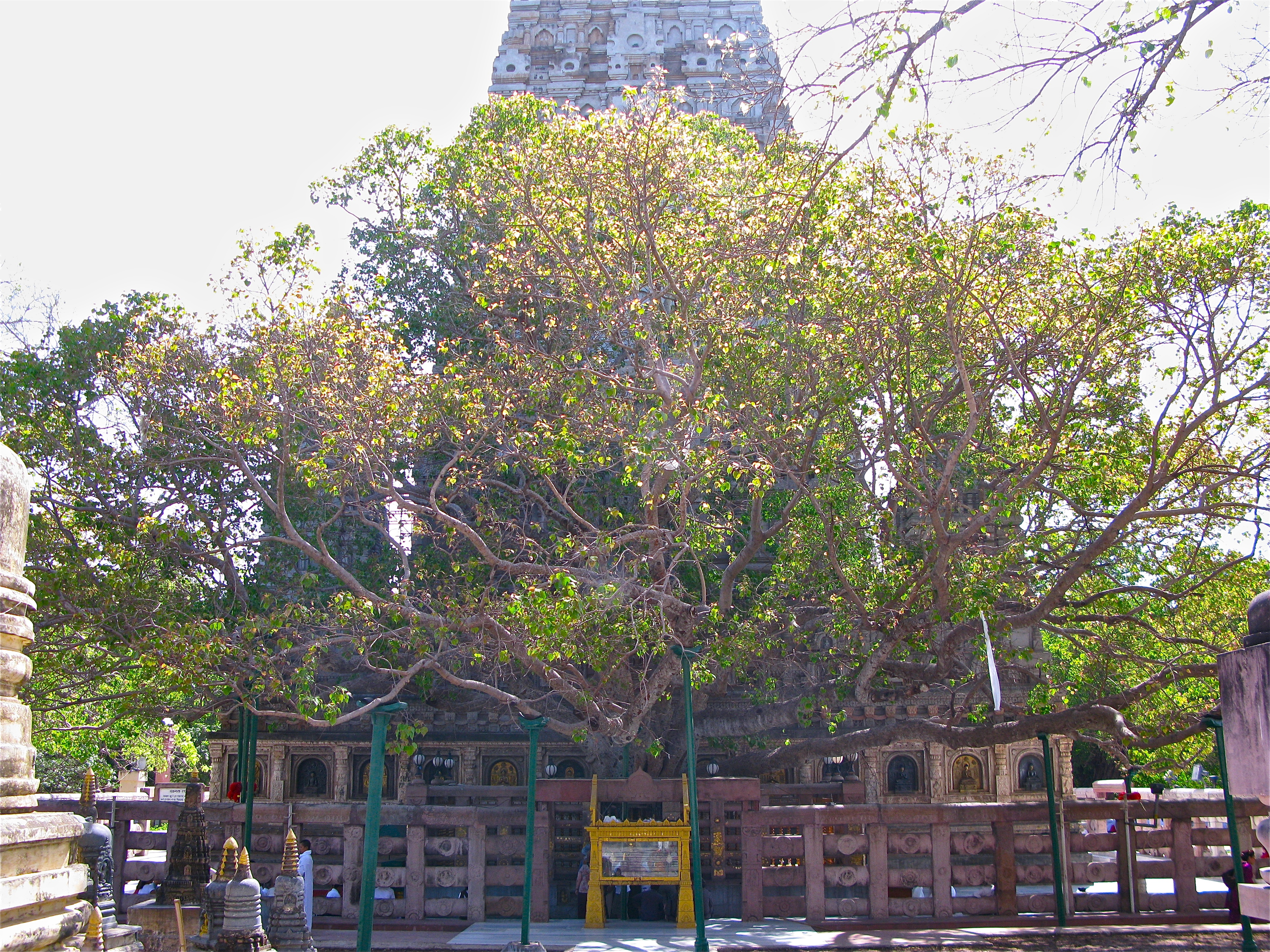
摩訶菩提寺。

- 印度比哈爾邦菩提伽耶的摩訶菩提寺發生一連串的爆炸事件，並且造成5人受傷。《印度時報（页面存档备份，存于）》

災害事故
- 一架作為計程飛機（英语：Air taxi）的DHC-3海賴飛機（英语：de Havilland Canada DHC-3 Otter）於阿拉斯加州索爾多特納墜毀，造成飛機上10人全數喪命。ABC News（页面存档备份，存于）、《Peninsula Clarion》

法律犯罪
- 英國政府將與蓋達組織有密切關係的巴勒斯坦籍伊斯蘭教神職人員阿布·卡塔达引渡至約旦，並且接受後者參與恐怖主義活動之指控。BBC新聞（页面存档备份，存于）
- 為了阻止一名已經刺傷3人的持刀男子，瑞典警方將其槍殺。News24（页面存档备份，存于）

政治選舉
- 反對推翻埃及總統穆罕默德·穆爾西的群眾於今天展開大規模的示威遊行。《太陽先驅報（页面存档备份，存于）》

體育競賽
- 英國網球選手安迪·莫瑞在2013年溫布頓網球錦標賽男子單打比賽中擊敗塞爾維亞選手諾瓦克·喬科維奇，這也是英國自1936年弗雷德·佩里奪冠後第一位再度拿下溫布頓網球錦標賽男子單打比賽冠軍者。News Limited（页面存档备份，存于）

## 7月8日
武裝衝突

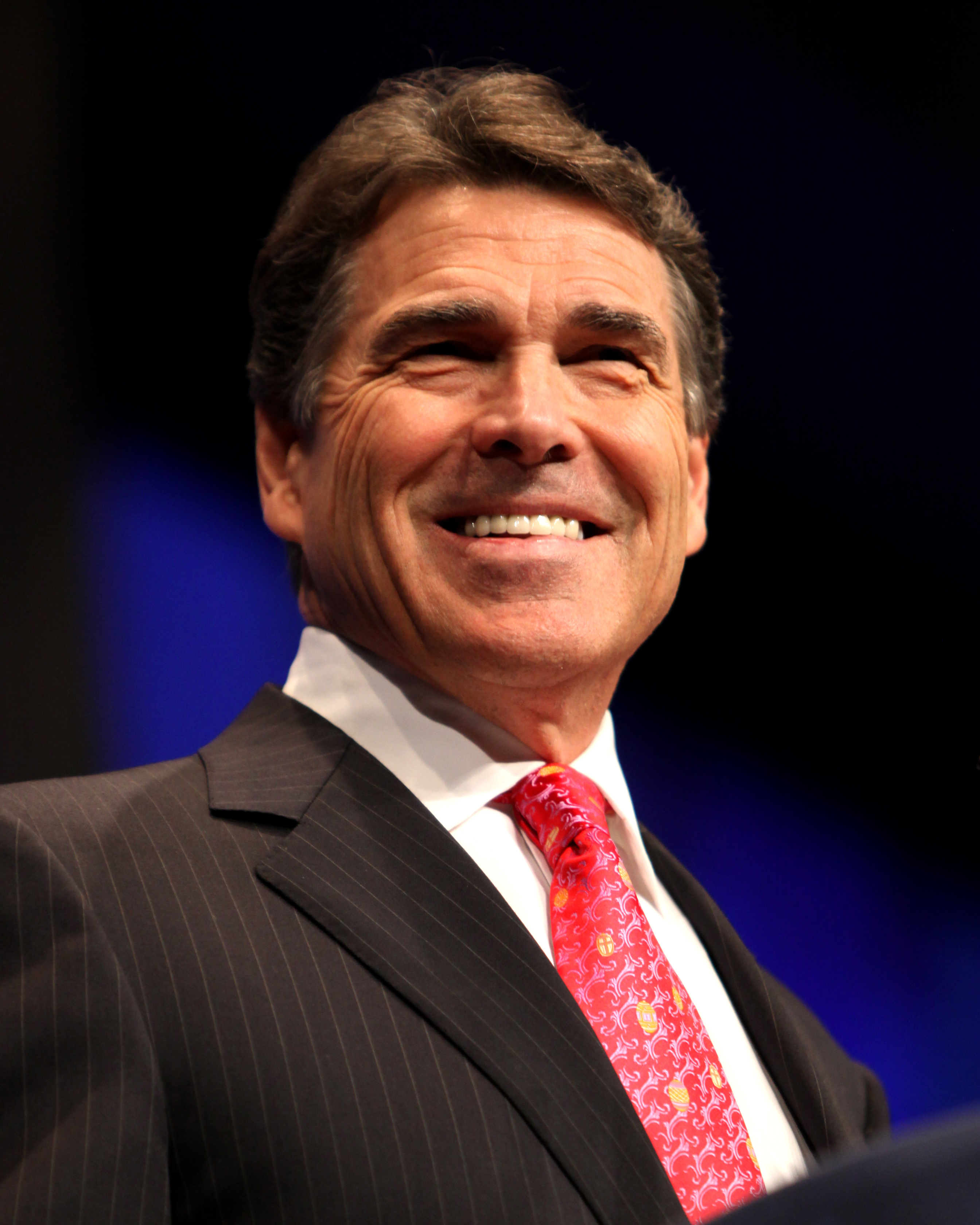
里克·佩里。

- 埃及陸軍和支持前埃及總統穆罕默德·穆爾西的靜坐民眾在開羅奈斯爾城（英语：Nasr City）爆發衝突，造成至少42人遭到槍殺以及數百人因而受傷。BBC新聞（页面存档备份，存于）

災害事故
- 印度海得拉巴一家老舊的酒店發生倒塌意外，造成至少12人死亡以及12人受傷。《印度教徒報（页面存档备份，存于）》
- 葡萄牙的熱浪已經連續6天超過40ºC（104°F），而包括阿連特茹和里巴特茹等地甚至氣溫已經達到45ºC。
- 加拿大安大略大多倫多地區因為接連的大雨使得街道上開始出現淹水災情並且造成許多河流暴漲，這也創下了自颶風海瑟襲擊以來單日最高的降雨量紀錄。CBC News（页面存档备份，存于）

國際關係
- 玻利維亞正式要求法國、西班牙和葡萄牙大使解釋為何上周禁止玻利維亞總統埃沃·莫拉萊斯的噴射專機通過領空，並且因為懷疑愛德華·史諾登於飛機上而要求降落在歐元區進行檢查。BBC新聞（页面存档备份，存于）
- 巴西要求美國政府解釋為何美國情報機構長期以來一直監視巴西公民在自己國家所流通的數百萬封電子郵件以及電話通訊紀錄。《衛報（页面存档备份，存于）》
- 美國國務院證實巴西政府所提出的2013年大規模監控醜聞（英语：2013 mass surveillance scandal）。MercoPress（页面存档备份，存于）

法律犯罪
- 原中華人民共和國鐵道部部長劉志軍因受賄和濫用職權等罪刑，一審被判處死刑且緩期2年執行。英國廣播公司（页面存档备份，存于）、BBC新聞（页面存档备份，存于）
- 法國法院針對石油公司道達爾的執行長以及十幾名參與聯合國向伊拉克提出的石油換食品計劃之高層官員其貪腐問題提出上訴。BBC新聞（页面存档备份，存于）

政治選舉
- 敘利亞阿拉伯復興社會黨展開了權力改組，然而敘利亞副總統（英语：List of Vice Presidents of Syria）法魯克·沙雷在黨內失去了領導位置。福斯新聞頻道（页面存档备份，存于）
- 負責指揮臨時政府統治敘利亞叛軍佔領地區的敘利亞反對派領導人加薩尼·希托表示為了因應於伊斯坦堡召開的選舉而辭去職務。BBC新聞（页面存档备份，存于）、Ya Libnan（页面存档备份，存于）
- 於德克薩斯州任職州長一職最久的里克·佩里宣布將不會第四次參與德克薩斯州州長選舉。BBC新聞（页面存档备份，存于）

宗教慶典
- 教宗方濟各訪問義大利蘭佩杜薩島並對過去數百萬名嘗試進入歐洲而溺斃的移民致敬，並且強烈譴責「全球冷漠」的困境。BBC新聞（页面存档备份，存于）、《衛報（页面存档备份，存于）》

科學技術
- 美國國家航空暨太空總署的好奇號探測車準備展開火星的探測任務，而其第一個目標為調查火星的夏普山。BBC新聞（页面存档备份，存于）

## 7月9日
武裝衝突

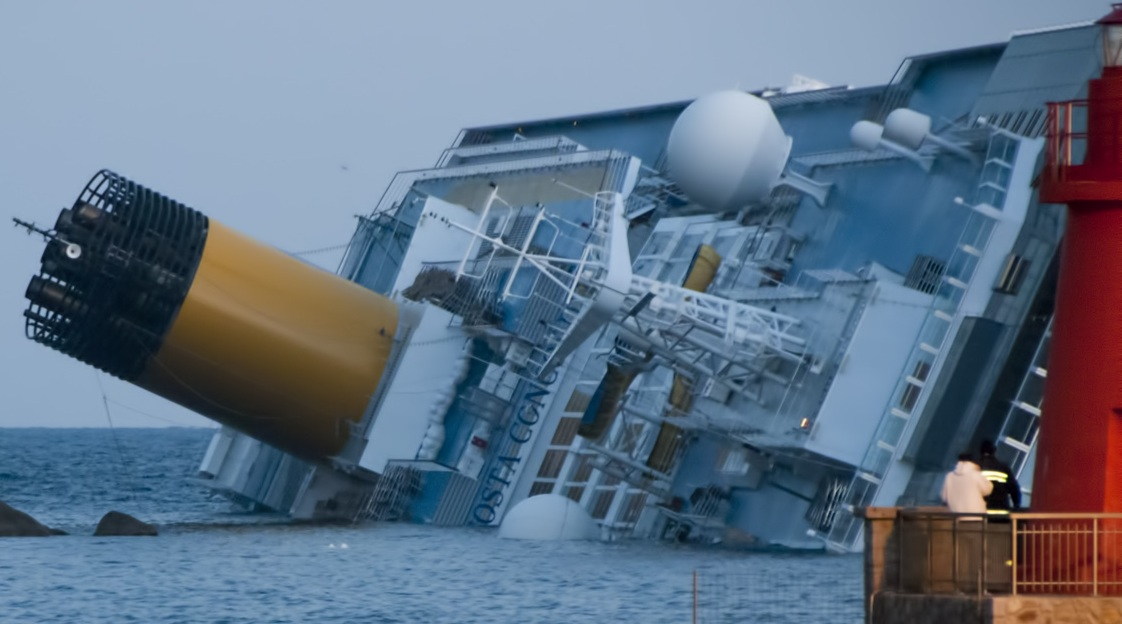
歌詩達協和號觸礁事故。

- 聯合國秘書長潘基文呼籲敘利亞內戰的作戰雙方在賴買丹月停火。半島電視台（页面存档备份，存于）
- 什葉派激進派組織真主黨位於黎巴嫩首都貝魯特的辦公室遭遇汽車炸彈攻擊，並且因而炸傷53人。BBC新聞（页面存档备份，存于）、《衛報（页面存档备份，存于）》、《獨立報（页面存档备份，存于）》
- 俄羅斯駐聯合國大使维塔利·丘尔金指責敘利亞內戰的叛軍在3月19日針對敘利亞城鎮阿勒頗的炮擊後，經過科學驗證認為其使用了神經毒劑沙林。路透社（页面存档备份，存于）、今日俄羅斯（页面存档备份，存于）
- 1名阿富汗國民軍殺死了一名斯洛伐克地面部隊（英语：Ground Forces of the Slovak Republic）士兵並傷害了另外6人。BBC新聞（页面存档备份，存于）
- 阿富汗西部的一枚炸彈爆炸造成17人死亡。BBC新聞（页面存档备份，存于）

商業經濟
- 儘管希臘獲得歐洲聯盟委員會所提供的6.2億歐元補助，但是歐洲中央銀行以及國際貨幣基金組織則警告希臘政府的改革速度仍然過慢。BBC新聞（页面存档备份，存于）

法律犯罪
- 義大利法院針對歌詩達協和號的船長弗朗切斯科·斯凱蒂諾犯下過失殺人以及棄船等罪刑展開審判。《休斯敦紀事報》

政治選舉
- 在英國聯合工會（英语：Unite the Union）遭指控秘密安排其成員在有優勢的福爾柯克選區擔任候選人後，英國工黨黨魁艾德·米勒班表示將會結束過去工黨與英國聯合工會300萬名成員的「直接從屬」關係。BBC新聞（页面存档备份，存于）
- 埃及軍事政府選擇經濟學家哈泽姆·埃尔·贝布拉维擔任臨時埃及總理。《紐約時報（页面存档备份，存于）》

## 7月10日
武裝衝突

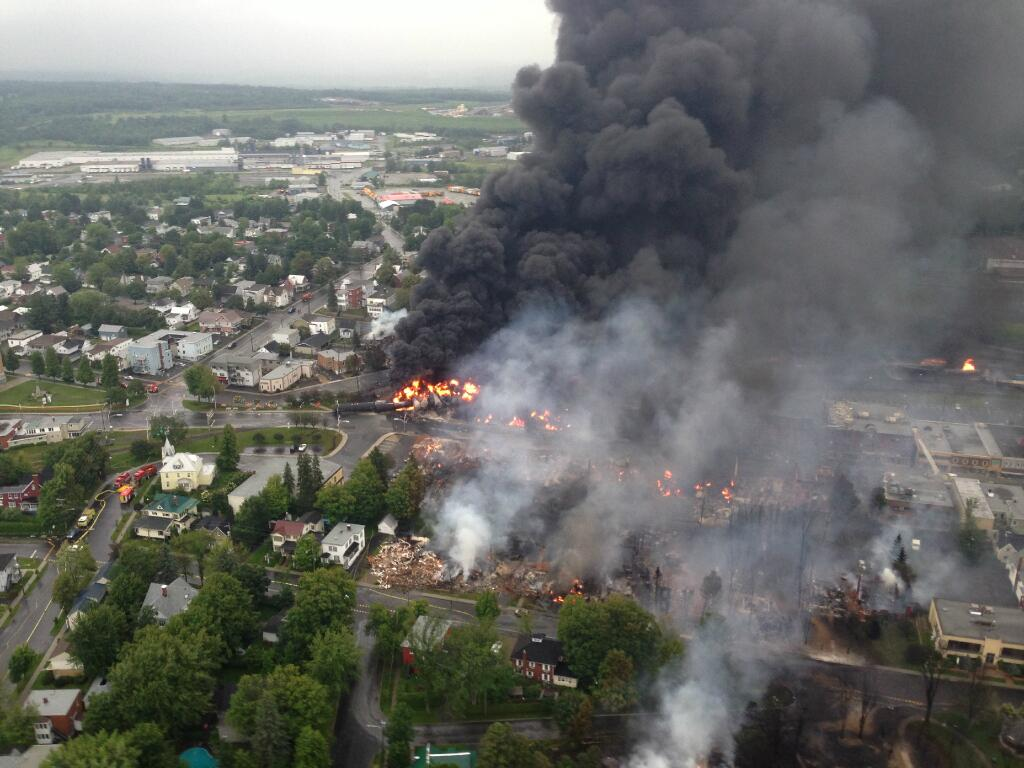
2013年梅干提克湖火車事故。

- 敘利亞軍隊包圍了被敘利亞內戰叛軍佔領的阿勒頗地區。BBC新聞（页面存档备份，存于）

藝術文化
- 美國鄉村音樂明星藍迪·崔維斯（英语：Randy Travis）因為心衰竭引起的中風而必須住院治療。MSN

商業經濟
- 在美國聯邦地區法院地要求下蘋果公司被迫悄悄地恢復原本的電子書價格，這次裁決也估計可能會造成蘋果公司有重大損失。路透社（页面存档备份，存于）

災害事故
- 強烈颱風蘇力預估於今天進入菲律賓外海。《菲律賓每日詢問者報（页面存档备份，存于）》
- 中華人民共和國四川省南部地區有30至40人因為暴雨引起的山崩而遭到活埋。新華網（页面存档备份，存于）
- 於加拿大魁北克發生的火車事故其確定死亡人數升至20人，另外估計30名失蹤人士亦已經喪生。哥倫比亞廣播公司（页面存档备份，存于）

法律犯罪
- 喬卡·沙尼耶夫因為涉嫌參與2013年波士頓馬拉松爆炸案而首次出庭應訊。《憲報》
- 在第一次出庭應訊之中，喬卡·沙尼耶夫否認了包括使用大規模殺傷性武器等30項指控。The Verge（页面存档备份，存于）、BBC新聞（页面存档备份，存于）
- 埃及檢察官要求逮捕涉嫌煽動2013年共和國衛隊總部衝突的穆斯林兄弟會領導人穆罕默德·巴迪。BBC新聞（页面存档备份，存于）

政治選舉
- 查希亞·額勒貝格道爾吉在烏蘭巴托蘇赫巴托爾廣場的成吉思汗紀念碑宣誓就職其於蒙古國的第二任任期，這也是蒙古國有史以來首次有蒙古總統在公眾面前宣誓就職。。蒙古新聞通訊社（页面存档备份，存于）
- 俄羅斯反對派重要人物阿列克謝·納瓦爾尼宣布為了表達立場而參與莫斯科首長選舉（英语：Moscow mayoral election, 2013）。BBC新聞（页面存档备份，存于）
- 葡萄牙總統阿尼巴爾·卡瓦科·席爾瓦在聲明中邀請社會黨與由社會民主黨和民主和社會中心黨-人民黨組成的執政聯盟進行溝通以維持政府運作，然而社會黨則發表聲明表示不會支持當前政府並且呼籲提前展開選舉。路透社（页面存档备份，存于）

科學技術
- 美國國家航空暨太空總署表示之前發射的新視野號仍需要花費2年的時間才能夠接近冥王星與冥衛一並且取得清晰的影像。約翰·霍普金斯大學應用物理實驗室

體育競賽
- 英格蘭板球隊和澳洲國家板球隊於諾丁罕郡的特倫特橋木球場（英语：Trent Bridge）展開2013年骨灰盃系列賽（英语：2013 Ashes series）。《每日郵報（页面存档备份，存于）》
- 瑞典國家女子足球隊與丹麥國家女子足球隊在2013年歐洲女子足球國家盃的首場比賽中以1比1平手作為結束。BBC體育（页面存档备份，存于）

## 7月11日
武裝衝突

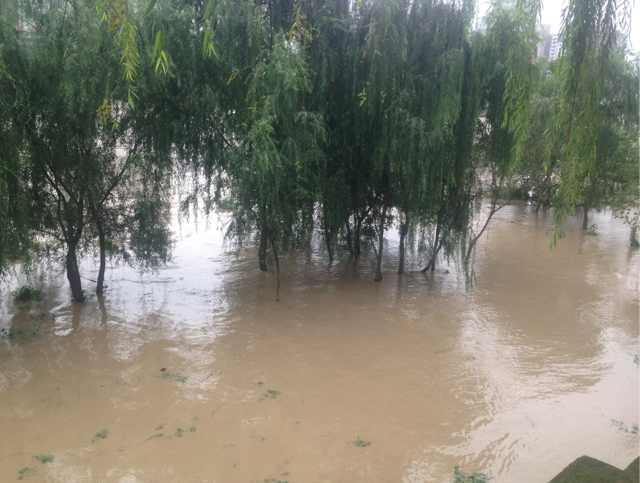
2013年中國西南特大暴雨。

- 伊拉克各地發生的炸彈和槍擊事件造成伊拉克安全部隊（英语：Iraqi security forces）在內的30多人死亡。BBC新聞（页面存档备份，存于）

災害事故
- 2013年阿薩姆洪水（英语：2013 Assam floods）造成印度阿薩姆邦近250,000人被迫撤離。BBC新聞（页面存档备份，存于）
- 2013年梅干提克湖火車事故所造成的死亡人數認定為50人。《洛杉磯時報（页面存档备份，存于）》
- 中華人民共和國西南地區的特大暴雨早引起的洪水和山崩造成至少9人死亡以及62人失蹤。亞洲新聞台
- 2,000多名前往中華民國旅遊的遊客為了因應之後可能襲擊的強烈颱風蘇力而離開臺灣。法國24
- 紐約曼哈頓下城艾倫街（英语：Allen Street）鄰近亨利街的唐人街一棟5層樓大廈因不明原因爆炸並部分倒塌，造成8人受傷。NBC News（页面存档备份，存于）

國際關係
- 一個伊朗流亡組織聲稱伊朗在德馬（英语：Damavand, Iran）附近的山區隧道中祕密地進行核武器發展計畫。法國24
- 6名女子攀爬上歐洲最高的摩天大樓碎片大廈，以抗議倫敦總部設於此的殼牌公司計畫於北極進行鑽探計畫。BBC新聞（页面存档备份，存于）

法律犯罪
- 莫斯科地方法院裁定已故的投資基金法律顧問塞爾基·馬尼次基（英语：Sergei Magnitsky）涉嫌逃稅，這也是俄羅斯第一次對已經逝世者所進行的審判。今日俄羅斯（页面存档备份，存于）
- 印度少年裁定一名17歲男性涉嫌參與在新德里穆尼爾卡（英语：Munirka）發生的23歲女子遭到輪姦以及殺害之案件。BBC新聞（页面存档备份，存于）
- 3名搶劫犯菲律賓達沃市爆發的槍戰中喪生，而一名嫌疑犯則是逃往馬尼拉時遭到逮捕。
- 愛爾蘭國會下議院通過墮胎條例草案（英语：Abortion in the Republic of Ireland），允許孕婦在懷孕期間受到生命危險時得以選擇墮胎處理。愛爾蘭廣播電視（页面存档备份，存于）

政治選舉
- 盧森堡首相尚-克勞德因為涉嫌藉由國家情報機關來針對特定人物實施監聽而下台。BBC新聞（页面存档备份，存于）
- 馬利共和國重新奪回北部重要城市基達爾。ABC News

## 7月12日
武裝衝突

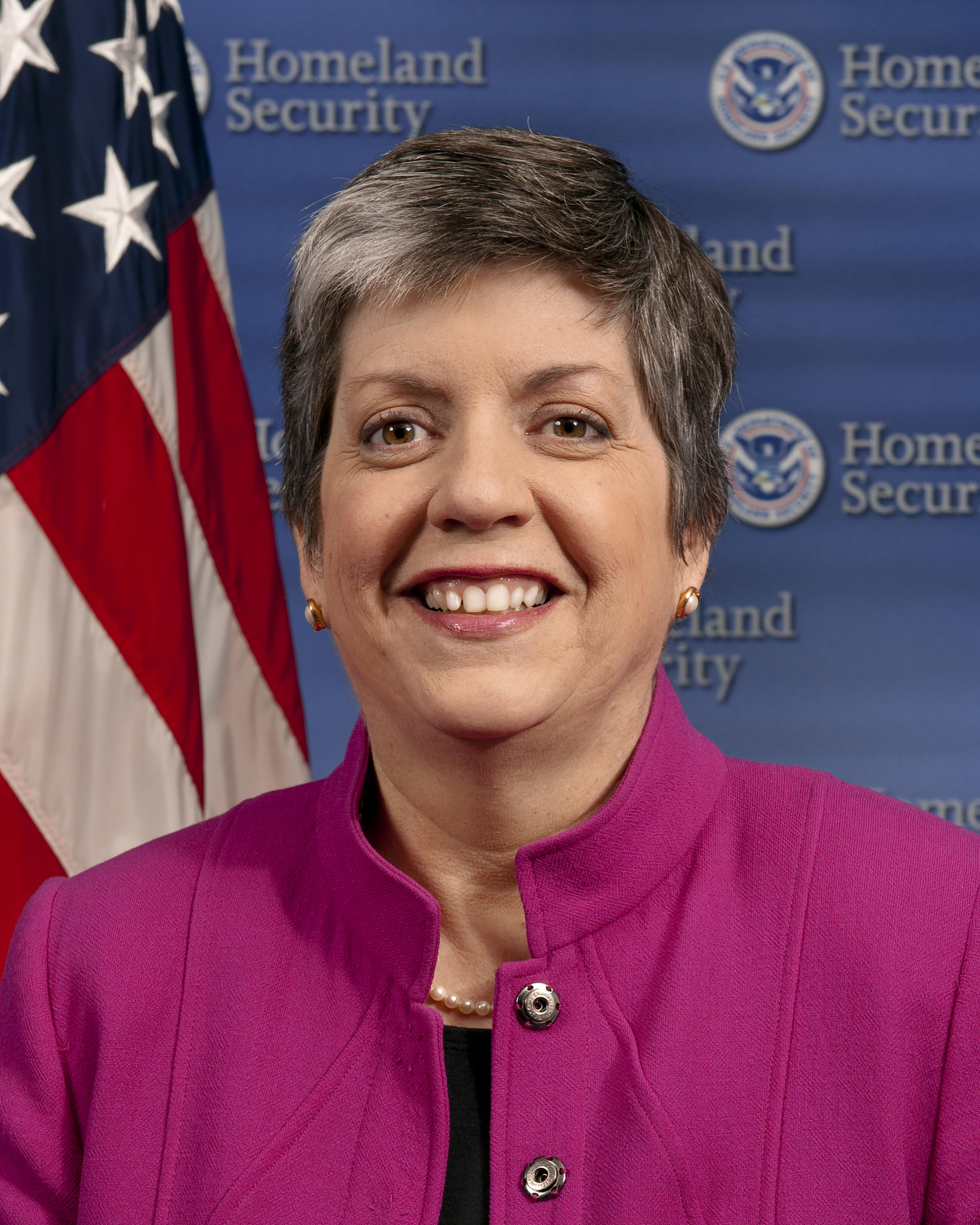
珍妮特·納波利塔諾。

- 莫洛民族解放陣線在菲律賓巴西蘭省綁架了8名平民，之後釋放了其中4人。《菲律賓每日詢問者報（页面存档备份，存于）》
- 一枚汽車炸彈（英语：War in Somalia (2009–present)）殺害了3名靠近的非洲聯盟士兵。首都電台（页面存档备份，存于）

商業經濟
- 在瑞典主要推出高品質水晶或玻璃器皿的製造公司奧雷弗斯玻璃工廠（英语：Orrefors glassworks）宣布即將關閉。《瑞典日報（页面存档备份，存于）》
- 道瓊工業平均指數與標準普爾500指數再度攀升至近來最高點，而那斯達克更是創下了10年來的最高數值。CNNMoney.com（页面存档备份，存于）

災害事故
- 根據估計強烈颱風蘇力在襲擊中華民國後將會穿過臺灣，對此中華人民共和國針對福建省以及浙江省等省分發布緊急警報。新華網（页面存档备份，存于）
- 2013年中國西南特大暴雨死亡和失踪人數上升至200人以上，其中又以四川省受災最為嚴重。路透社（页面存档备份，存于）
- 巴黎郊區奧爾日河畔布雷蒂尼發生通勤列車出軌事件，造成至少8人死亡。法國24、獨立電視台（页面存档备份，存于）
- 於2013年7月6日發生的韓亞航空214號班機空難之中，一名重傷而於舊金山總醫院（英语：San Francisco General Hospital）醫治的女子在6天過後仍然逝世，包含之前兩名死者在內檢調單位需要花大概3個禮拜的時間才能夠提供驗屍報告。NBC News（页面存档备份，存于）
- 衣索比亞航空的波音787在倫敦希斯洛機場停靠8個小時後突然起火，這使得機場方面不得不緊急關閉跑道1小時，而初步報告認為極有可能是飛機機上的鋰電池故障所造成的結果。另外一架湯姆森航空獨資的波音787，則是在航行途中遭遇未知的機械故障而被迫返回英國曼徹斯特機場檢查。MSN

國際關係
- 美國表示認為埃及總統穆罕默德·穆爾西沒有妥善應對埃及社會之輿論壓力才因而被埃及陸軍廢黜。BBC新聞（页面存档备份，存于）
- 巴基斯坦著名支持女性受教育權的學生馬拉拉訪問位在紐約的聯合國總部，並且於此慶祝其16歲生日。雅虎新聞（页面存档备份，存于）

法律犯罪
- 位於印度尼西亞北蘇門答臘省的海峽古斯塔監獄（Tanjung Gusta）於昨天晚上發生暴動並且導致70名囚犯越獄，其中有12名是因為從事與恐怖主義相關之罪刑而遭到定罪的囚犯。澳大利亞民族廣播協會（页面存档备份，存于）
- 愛爾蘭共和國下議院正式批准了具有一定爭議性的《2013年孕期生命保護法令》。愛爾蘭廣播電視（页面存档备份，存于）
- 美國加利福尼亞州舊金山市場南發生槍擊案並且造成2人死亡與1人受傷，嫌疑犯則隨即被警方羈押。《舊金山紀事報（页面存档备份，存于）》
- 羅馬尼亞運輸和基礎建設部（英语：Ministry of Transport and Infrastructure）部長雷盧·費內基烏（英语：Relu Fenechiu）因為涉嫌共謀濫用權力而判處5年有期徒刑，不過全案仍然可以繼續上訴。Realitatea TV
- 湖南省私人企業家曾成杰因湘西非法集資案而於長沙市遭到槍斃。鳳凰衛視（页面存档备份，存于）、《國際商業時報（页面存档备份，存于）》

政治選舉
- 遭廢黜之埃及總統穆罕默德·穆爾西的支持者以及反對者在賴買丹月第一個星期五展開示威遊行活動。天空新聞台（页面存档备份，存于）
- 美國國土安全部長珍妮特·納波利塔諾宣布辭去美國國土安全部的工作並且轉擔任加利福尼亞大學的校長。《洛杉磯時報（页面存档备份，存于）》

科學技術
- 加拿大多倫多大學開發團隊所打造的亞特拉斯人力直升機成功贏得伊戈爾·西科爾斯基人力直升機比賽。《連線（页面存档备份，存于）》

## 7月13日
武裝衝突

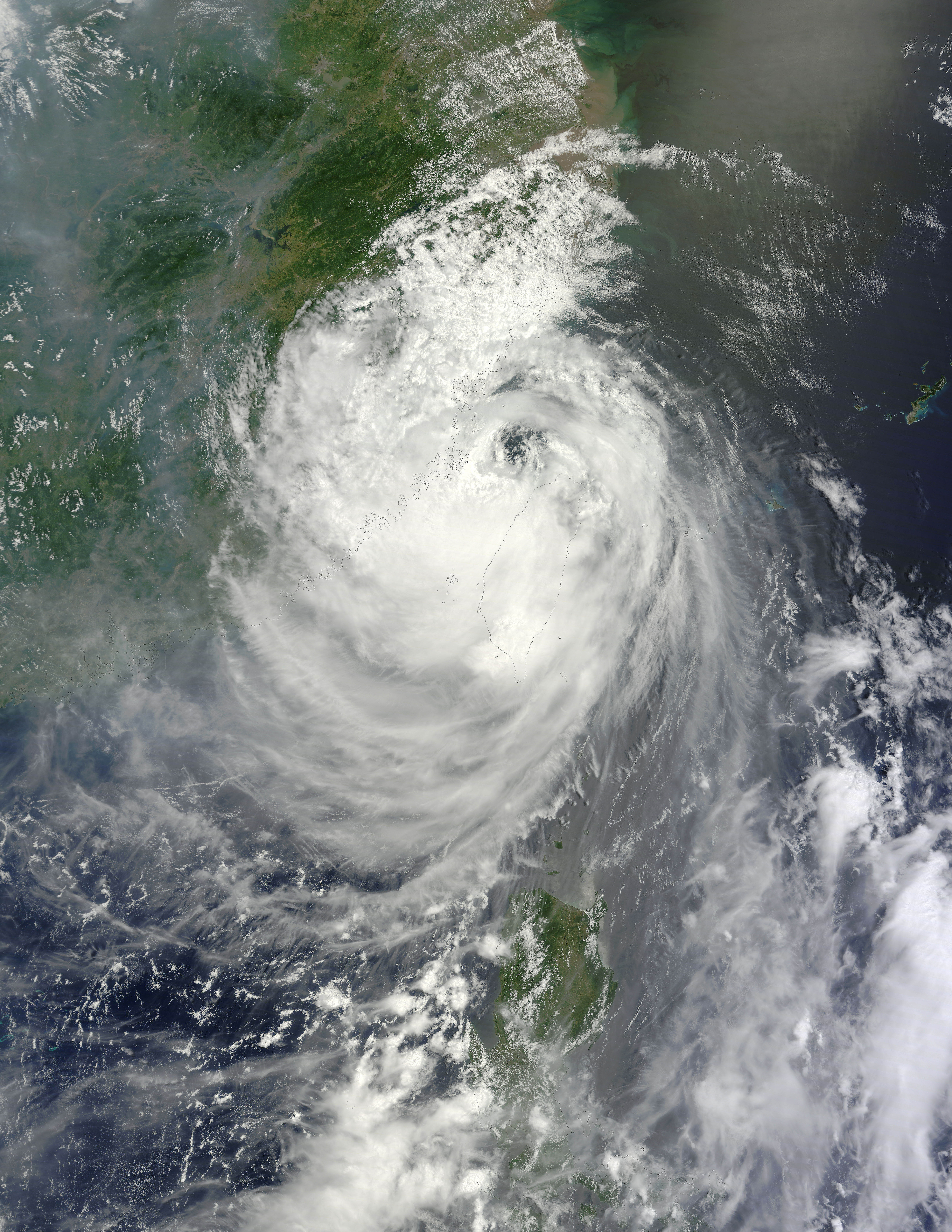
超强台风苏力。

- 非洲聯盟-聯合國達爾富爾混合行動（英语：African Union – United Nations Hybrid Operation in Darfur）總部證實在蘇丹共和國南達佛省首府尼亞拉巡邏完準備返回基地時遭遇伏擊，造成聯合國維持和平部隊士兵有7人死亡以及17人受傷。法國24

藝術文化
- 曾參與電視劇《歡樂合唱團》演出的加拿大演員柯瑞·蒙提斯被發現於溫哥華逝世。加拿大新聞集團（页面存档备份，存于）

災害事故
- 於臺灣宜蘭縣及新北市交界處登陸，並且造成5人死亡和123人受傷。
- 一艘載有許多難民的船隻在聖誕島北部海域翻覆，之後澳洲政府緊急救援成功救出88人，但最後這次翻覆意外仍然有9人喪生。《澳洲人報（页面存档备份，存于）》
- 巴西米納斯吉拉斯的一場交通意外造成至少10人喪生。《新海峽時報 （页面存档备份，存于）》
- 俄羅斯波多利斯克發生一起砂石車與公車相撞意外，造成18人死亡以及至少40人受傷。Rappler（页面存档备份，存于）

法律犯罪
- 特雷沃恩·馬丁槍擊案的嫌疑犯喬治·齊默曼（George Zimmerman）在佛羅里達州訴喬治·齊默曼案（英语：State of Florida vs. George Zimmerman）中獲得罪名不成立之判決。雅虎新聞（页面存档备份，存于）、CBC News（页面存档备份，存于）、《今日美國（页面存档备份，存于）》

政治選舉
- 由策林·托傑領導的人民民主黨在2013年不丹國民議會選舉中成功在47個席次中取得32個。雅虎新聞（页面存档备份，存于）

體育競賽
- 法國國家足球隊在於土耳其舉辦的2013年U20世界盃足球賽中勝過而奪得冠軍。

## 7月14日
武裝衝突

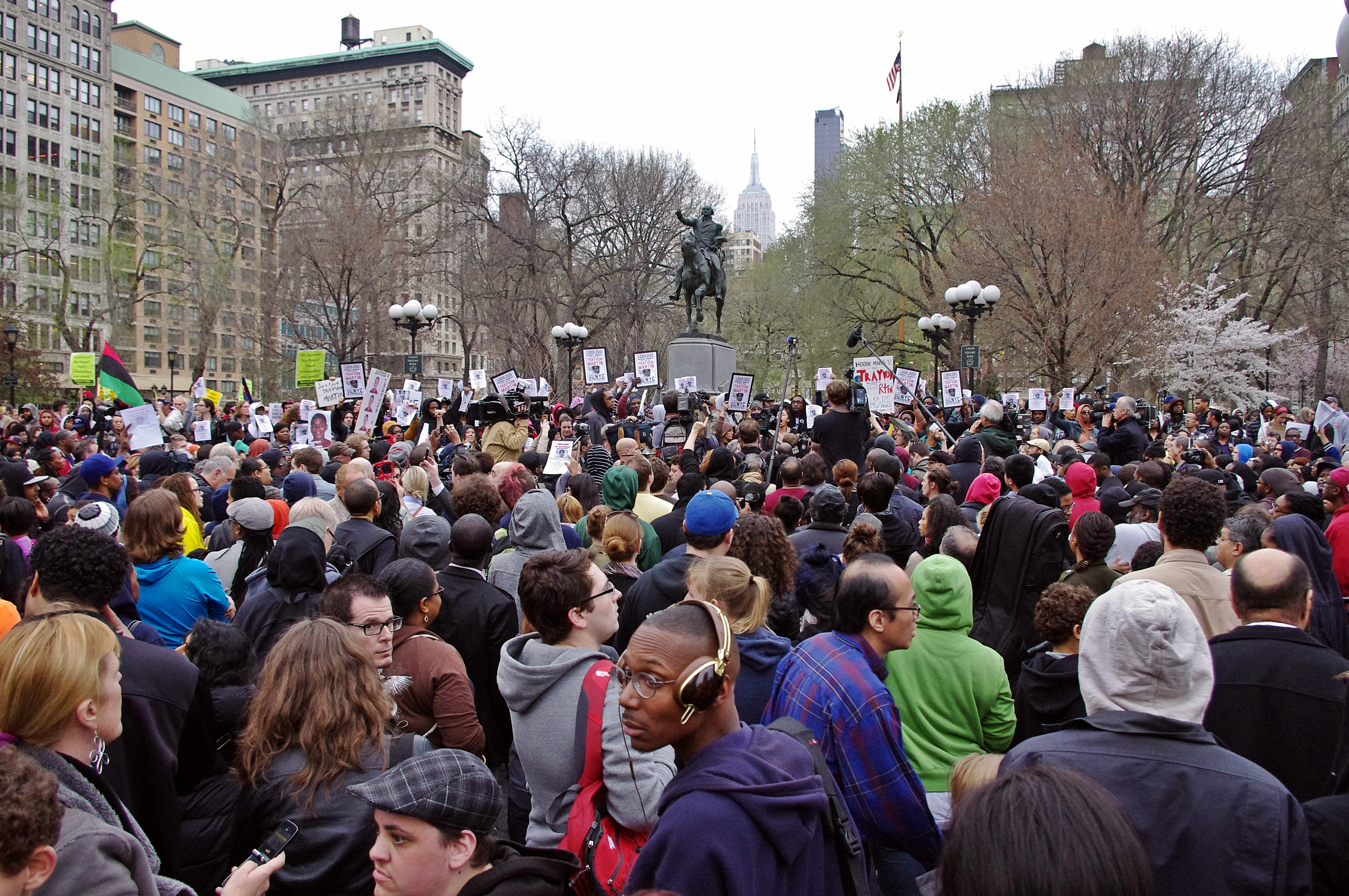
特雷沃恩·馬丁槍擊案。

- 敘利亞內戰反對派聲稱200多名民眾因為外頭的戰鬥而被困在大馬士革郊區的一座清真寺中。CTV電視網（页面存档备份，存于）
- 在伊拉克北部城市摩蘇爾附近有6人遭遇不明人士襲擊而喪生。《愛爾蘭獨立報（页面存档备份，存于）》
- 4名俄羅斯警察在達吉斯坦共和國地區巡邏時突然遭遇汽車上的槍手襲擊而遭到殺害。路透社（页面存档备份，存于）

藝術文化
- 曾於電視劇《歡樂合唱團》參與演出的加拿大演員科里·蒙蒂思逝世，享年31歲。有線電視新聞網（页面存档备份，存于）

災害事故
- 離開臺灣，並且之後襲擊中華人民共和國並且造成廣東省3人喪生。BBC新聞（页面存档备份，存于）

法律犯罪
- 犯毒集團（英语：Drug cartel）洛斯哲塔斯的最高領導人米格爾·特雷維諾·莫拉勒斯遭到墨西哥陸軍（英语：Mexican Army）部隊逮捕。哥倫比亞廣播公司（页面存档备份，存于）

政治選舉
- 美國許多城鎮開始針對在特雷沃恩·馬丁槍擊案中嫌疑犯喬治·齊默曼（George Zimmerman）被判無罪一事展開示威遊行活動。News Limited（页面存档备份，存于）

體育競賽
- 包括美國選手泰森·蓋伊與亞買加選手阿薩法·鮑威爾在內的6名田徑皆未通過藥物測試。《衛報（页面存档备份，存于）》

## 7月15日
武裝衝突

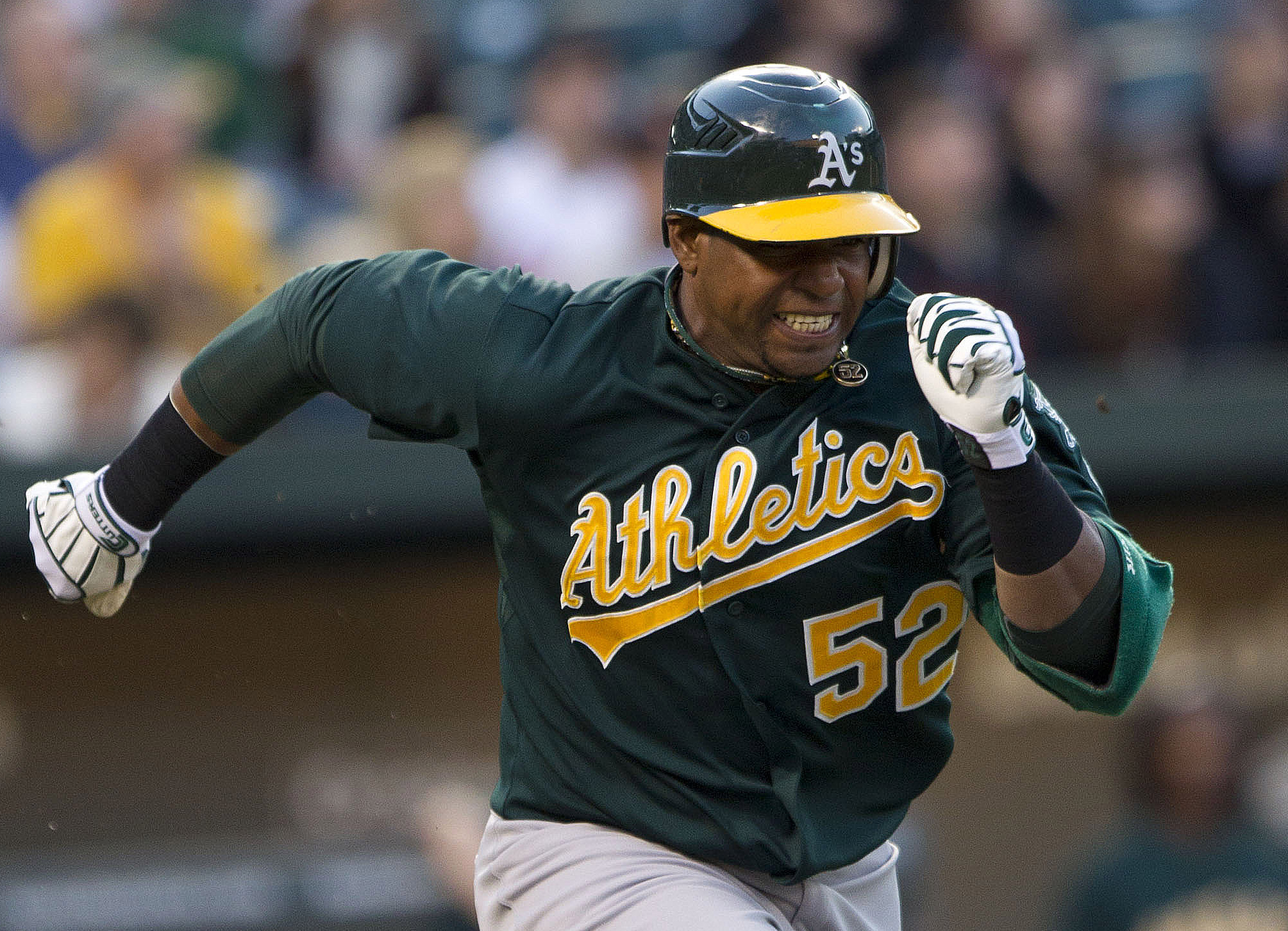
约尼斯·赛达佩斯。

- 埃及北西奈省阿里什當地的水泥工廠工人遭到武裝份子開槍襲擊，造成3人死亡以及17人受傷，事後調查認為原本襲擊者是想要攻擊附近的一輛警車。NDTV（页面存档备份，存于）
- 3月23日運動和剛果民主共和國武裝部隊（英语：Military of the Democratic Republic of the Congo）在戈馬爆發激烈武裝衝突。BBC新聞（页面存档备份，存于）
- 大馬士革北部城市代爾阿提耶遭遇汽車炸彈襲擊，造成13人死亡。BBC新聞（页面存档备份，存于）

藝術文化
- 國際語言學學者宣布在澳洲發現新語言轻瓦尔皮瑞语。News Limited（页面存档备份，存于）

商業經濟
- 韓亞航空決定向加利福尼亞州奧克蘭當地法院控訴KTVU（英语：KTVU）在報導韓亞航空214號班機空難中涉嫌錯誤引用資料並加以誹謗。有線電視新聞網（页面存档备份，存于）
- 加拿大最大的連鎖超市企業Loblaw Companies（英语：Loblaw Companies）宣布以124億購買加拿大最大的藥品連鎖店啟康藥房。路透社（页面存档备份，存于）

災害事故
- 2名參與特種空勤團訓練的英國士兵在今年度英國最熱的天氣中接受嚴格訓練後喪命。News24（页面存档备份，存于）

國際關係
- 緬甸總統登盛訪問英國。《布里斯班時報（页面存档备份，存于）》

法律犯罪
- 印尼國家警政署（英语：Indonesian National Police）表示在一場拳擊比賽結束後觀眾開始暴動（英语：Bupati Cup riots），最終這次騷亂造成18人死亡以及47人受傷。《菲律賓每日詢問者報（页面存档备份，存于）》、雅虎新聞[永久]
- 孟加拉國法院認定前孟加拉伊斯蘭大會黨（英语：Bangladesh Jamaat-e-Islami）領導人古拉姆·阿扎姆在1971年的孟加拉國解放戰爭中犯下戰爭罪。BBC新聞（页面存档备份，存于）
- 英國上議院通過《婚姻（同性伴侶）法（英语：Marriage (Same Sex Couples) Bill）》而使其正式成為法律，這也意味著在2014年時英國將允許同性婚姻的存在。BBC新聞（页面存档备份，存于）

科學技術
- 科學家透過拍攝的影像發現了海王星第十四顆衛星S/2004 N 1，這也是已知海王星所有衛星中體積最小的一顆。福斯新聞頻道（页面存档备份，存于）、《洛杉磯時報（页面存档备份，存于）》

體育競賽
- 隸屬奧克蘭運動家的约尼斯·赛达佩斯成功擊敗隸屬華盛頓國民的布萊斯·哈波奪得2013年美國職棒大聯盟全壘打大賽（英语：2013 Major League Baseball Home Run Derby）冠軍。ESPN（页面存档备份，存于）

## 7月16日
武裝衝突

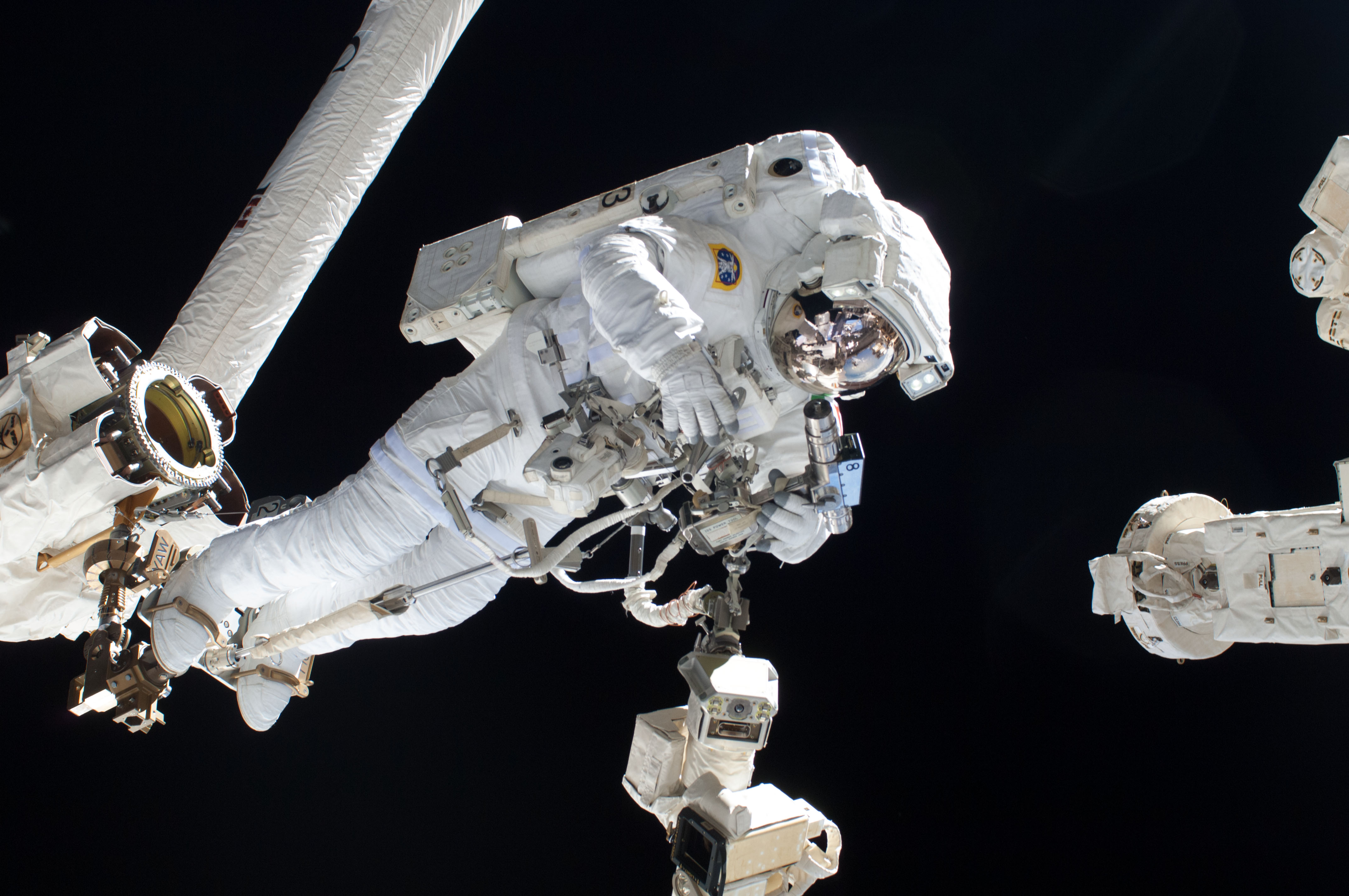
卢卡·帕米塔诺。

- 親敘利亞政府的民兵部隊於霍姆斯殺害了6名調停代表。BBC新聞（页面存档备份，存于）

藝術文化
- 不列顛哥倫比亞死因裁判官辦公室報告說柯瑞·蒙提斯是由於混合酒精與海洛因過量而致死。MSN

商業經濟
- 希臘公會為了因應新的財政緊縮措施而發起大規模的罷工行動。法國24
- 麥當勞公司宣佈將會在明年年初於越南胡志明市開設第一家分店，並且由越南總理阮晉勇的兒子負責之後的當地分店營運與部署。市場觀察（页面存档备份，存于）

災害事故
- 印度東部一所學校學生在進食學校供應的午餐發生不適情況（英语：Bihar school meal poisoning incident），最終造成多達11名學童死亡以及80多人因而住院觀察。初步調查報告認為廚師使用先前殺蟲劑的罐子裝盛烹調油，從而使得食物遭到有機磷化合物的汙染。News24（页面存档备份，存于）、有線電視新聞網（页面存档备份，存于）、《印度時報（页面存档备份，存于）》

國際關係
- 由古巴經巴拿馬運河預定駛向朝鮮民主主義人民共和國的清川江號（英语：Chong Chon Gang）散貨船因疑似在紅糖貨櫃中載運飛彈等武器而被巴拿馬當局扣押，而在扣押過程中船長企圖自殺，此案件已交由聯合國調查。 英國廣播公司（页面存档备份，存于）、英國廣播公司（页面存档备份，存于）、BBC新聞（页面存档备份，存于）、《今日美國（页面存档备份，存于）》
- 大韓民國政府指責朝鮮民主主義人民共和國於上個月月底時向其發動網路攻擊。《華爾街日報》

法律犯罪
- 前埃及總統穆罕默德·穆爾西的支持者與埃及執法單位（英语：Law enforcement in Egypt）在開羅市中心的衝突繼續延燒，並且造成22人受傷。路透社（页面存档备份，存于）
- 挪威黑金屬音樂音樂家瓦格·維克耐斯與其妻子因為涉嫌準備發動恐怖行動而按照計劃陸陸續續購買槍械而遭到法國警方逮捕。BBC新聞（页面存档备份，存于）
- 英國國會正式通過同性婚姻於英格蘭和威爾斯地區為合法行為。福斯新聞頻道（页面存档备份，存于）

科學技術
- 義大利太空人卢卡·帕米塔诺（英语：Luca Parmitano）於國際太空站執行艙外活動任務時因為太空服漏水而緊急中止。ABC News（页面存档备份，存于）

體育競賽
- 美國聯盟在紐約花旗球場舉辦的2013年美國職棒大聯盟明星賽中擊敗國家聯盟，而待在美國職棒大聯盟最後一季的紐約洋基終結者馬里安諾·李維拉獲得了美國職棒大聯盟全明星賽最有價值球員獎。《底特律自由報（页面存档备份，存于）》

## 7月17日
武裝衝突

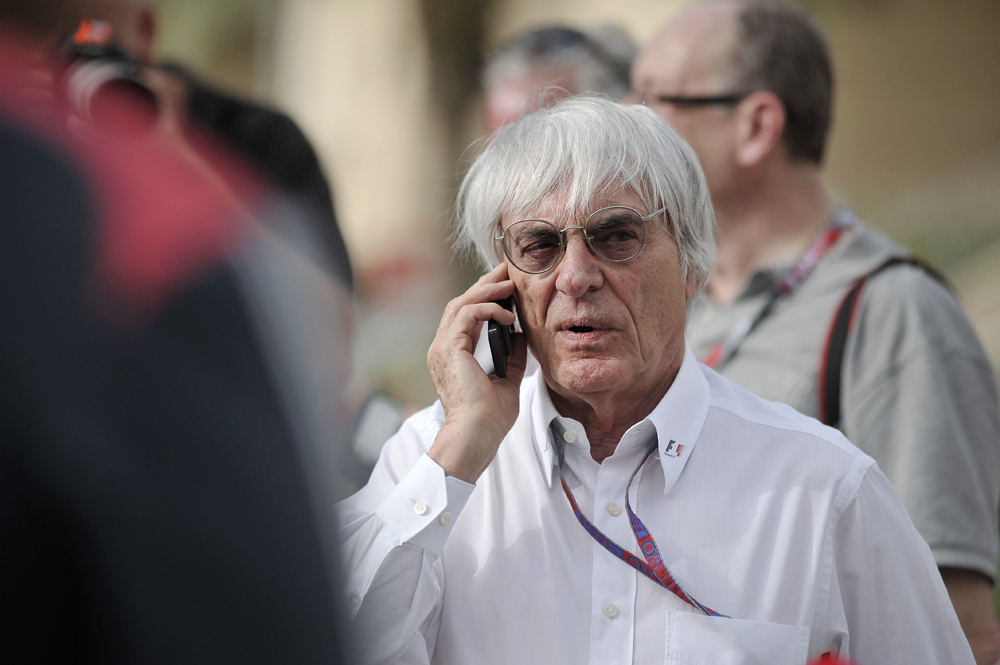
伯尼·埃克萊斯頓。

- 蓋達組織阿拉伯半島分支證實前領導人賽義德·阿里·希赫里（英语：Said Ali al-Shihri）遭到美國無人航空載具的襲擊而喪生。ABC News（页面存档备份，存于）
- 歐洲聯盟特使首次在2013年埃及政變爆發後訪問埃及，並且要求釋放遭到逮捕的前任埃及總統穆罕默德·穆爾西。半島電視台（页面存档备份，存于）
- 救世陣線和人民保護部隊的士兵襲擊土耳其傑伊蘭珀納爾附近地區，造成一名男性以及一名15歲男孩喪生。《自由報每日新聞（页面存档备份，存于）》、《每日星報（页面存档备份，存于）》
- 敘利亞內戰武裝部隊於大馬士革附近發生汽車炸彈襲擊事件，造成7人死亡。天空新聞台（页面存档备份，存于）
- 伊拉克摩蘇爾的一座茶館遭遇爆炸襲擊，造成至少7人死亡。路透社（页面存档备份，存于）

災害事故
- 中華人民共和國四川省的洪水災情造成至少58人死亡以及175人失蹤。新華網（页面存档备份，存于）
- 美國遭遇大規模熱浪襲擊，造成至少1人死亡。Newser

法律犯罪
- 孟加拉國法院認定前孟加拉伊斯蘭大會黨（英语：Bangladesh Jamaat-e-Islami）秘書長阿里·阿赫桑·穆罕默德·穆加希德（英语：Ali Ahsan Mohammad Mojaheed）在孟加拉國解放戰爭期間犯下了戰爭罪。路透社（页面存档备份，存于）
- 德國政府對一級方程式賽車賽事主辦單位執行長的伯尼·埃克萊斯頓以涉嫌賄絡之名提起公訴。《衛報（页面存档备份，存于）》
- 《婚姻（同性伴侶）法（英语：Marriage (Same Sex Couples) Bill）》在經國會通過後獲得御准，這意味著英國正式允許同性婚姻合法化。BBC新聞（页面存档备份，存于）
- 阿拉伯聯合大公國制定新的法案以遏制該國不斷上升的肥胖指數，其中新法案中表示公民每減少1公斤將能夠獲得1公克的黃金。全國公共廣播電台（页面存档备份，存于）
- 韓亞航空以KTVU（英语：KTVU）在播報舊金山當地新聞時涉嫌融入種族主義為由而向法院提起控訴。全國公共廣播電台（页面存档备份，存于）

政治選舉
- 因為反對古德勒克·喬納森而遭到自己政黨開除的奈及利亞河流州州長羅帝米·阿梅契（英语：Rotimi Amaechi）其車隊遭遇石頭襲擊。BBC新聞（页面存档备份，存于）
- 敘利亞政府高級官員穆罕默德·達拉·傑姆（Mohammed Darrar Jamo）在黎巴嫩遭到槍殺。BBC新聞（页面存档备份，存于）
- 數千名示威群眾在希臘議會外公開反對議會通過削減公共部門數千個職位之新法案。路透社（页面存档备份，存于）
- 智利政治家巴勃羅·隆蓋拉（英语：Pablo Longueira）在參與2013年智利總統初選（英语：Chilean presidential primaries, 2013）後獲勝不到一個月的時間，便宣布放棄其由右翼聯盟所提名的智利總統選舉候選人資格。路透社（页面存档备份，存于）

科學技術
- 英國癌症研究中心（英语：Cancer Research UK）倫敦研究所（英语：London Research Institute）與倫敦大學學院宣布將合作帶領其他英國主要城市的研究機構針對肺癌病患之基因進行長期的治療研究計劃。BBC新聞（页面存档备份，存于）

## 7月18日
武裝衝突

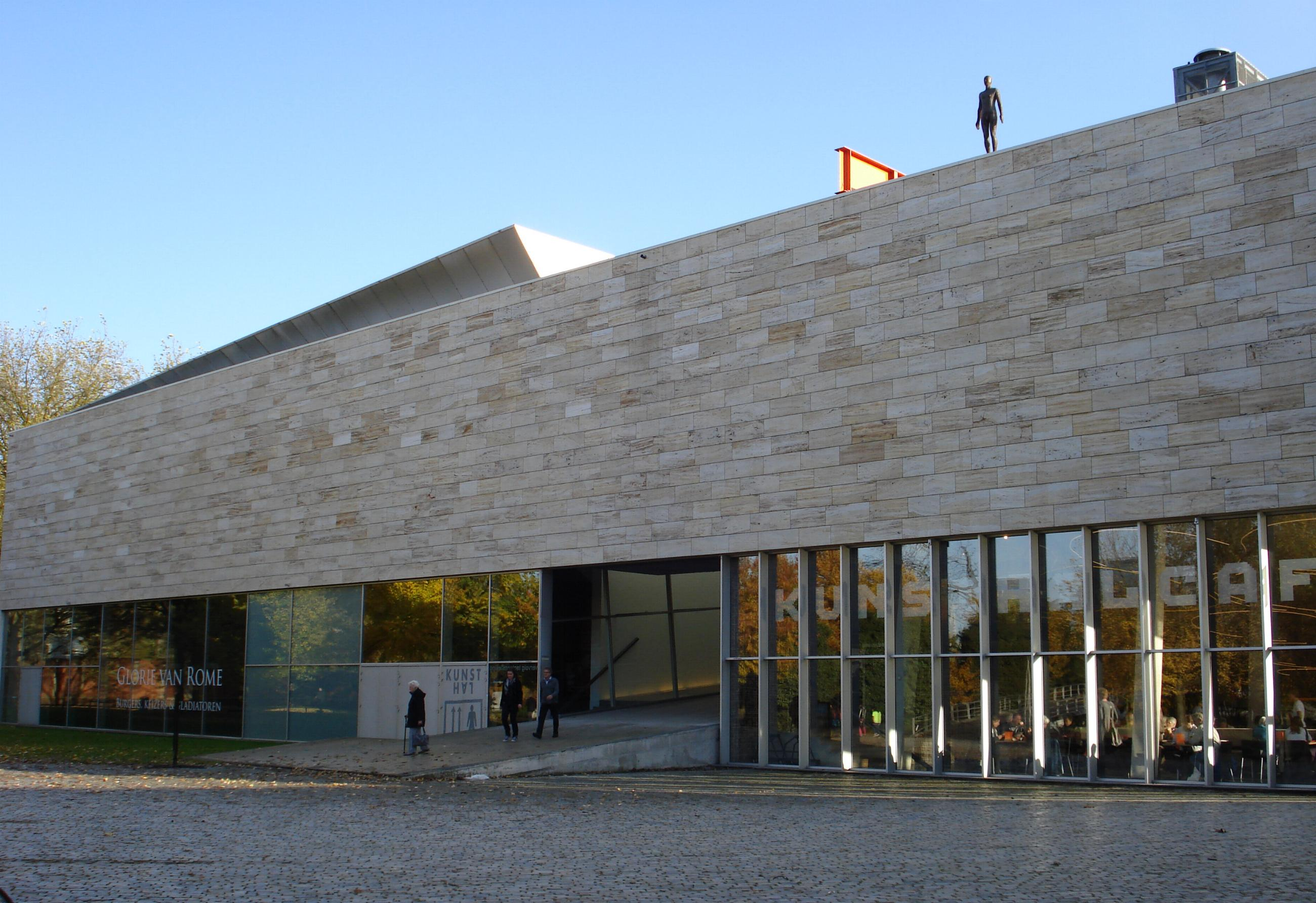
藝術廳。

- 阿富汗8名工人於洛加爾省美軍基地外工作時遭到殺害。BBC新聞（页面存档备份，存于）
- 印度準軍事部隊邊境安全部隊於喀什米爾擊斃7名示威群眾（英语：Ramban firing incident），並且造成數十人受傷。《金字塔報（页面存档备份，存于）》

商業經濟
- 道瓊工業平均指數當日沖銷達到15,552之高點。有線電視新聞網（页面存档备份，存于）
- 密西根州底特律因為負債195億美元而依照法規向美國政府申請破產保護，成為美國歷史上最大的市政府破產案。《底特律自由報（页面存档备份，存于）》

災害事故
- 聖哈辛投山（英语：San Jacinto Mountains）發生大規模的野火，造成面積超過19,000英畝的森林和周圍7棟建築全被燒毀，同時加利福尼亞州愛德懷-松樹灣開始緊急疏散民眾。路透社（页面存档备份，存于）
- 負責福島第一核電廠的東京電力表示可能因為下雨導致其內的蒸氣壓力攀升，但是周邊地區的放射性指數並沒有因而受到影響。路透社（页面存档备份，存于）

法律犯罪
- 羅馬尼亞調查單位在涉嫌在2012年10月7日時偷竊藝術廳收藏之巴勃羅·畢卡索、克洛德·莫內以及亨利·馬蒂斯等人畫作的嫌犯家火爐中發現了油漆、帆布以及釘子的殘骸。《澳洲人報（页面存档备份，存于）》
- 紐西蘭警方（英语：New Zealand Police）決定不對在2010年造成29人死亡的派克河礦場（英语：Pike River Mine）礦災（英语：Pike River Mine disaster）的負責經理以誤殺起訴之。福斯新聞頻道（页面存档备份，存于）
- 俄羅斯反對派重要人物阿列克謝·納瓦爾尼因涉嫌在國有木材公司內貪污而遭到判刑。今日俄羅斯（页面存档备份，存于）、《衛報（页面存档备份，存于）》
- 因為發生多起女性遭強酸攻擊事件，印度最高法院下令中央以及地方政府針對強酸的販售進行管制。BBC新聞（页面存档备份，存于）

法律犯罪
- 希臘議會通過了關於削減數千個公共部門就業崗位的新法案。路透社（页面存档备份，存于）

科學技術
- 科學家提出報告指出童年時期對於嬰兒給予母乳餵養的話，除了已知的能夠對於身體以及心理帶來許多幫助之外，並且有可改善嬰兒成年後的向上攀升之社會流動機會。MSN
- 科學家發現基因組比已知最大病毒還要再大兩倍的潘多拉病毒，並且認為該病毒可能是全新的生命類型。《科學（页面存档备份，存于）》、《紐約時報（页面存档备份，存于）》、全國公共廣播電台（页面存档备份，存于）

## 7月19日
武裝衝突

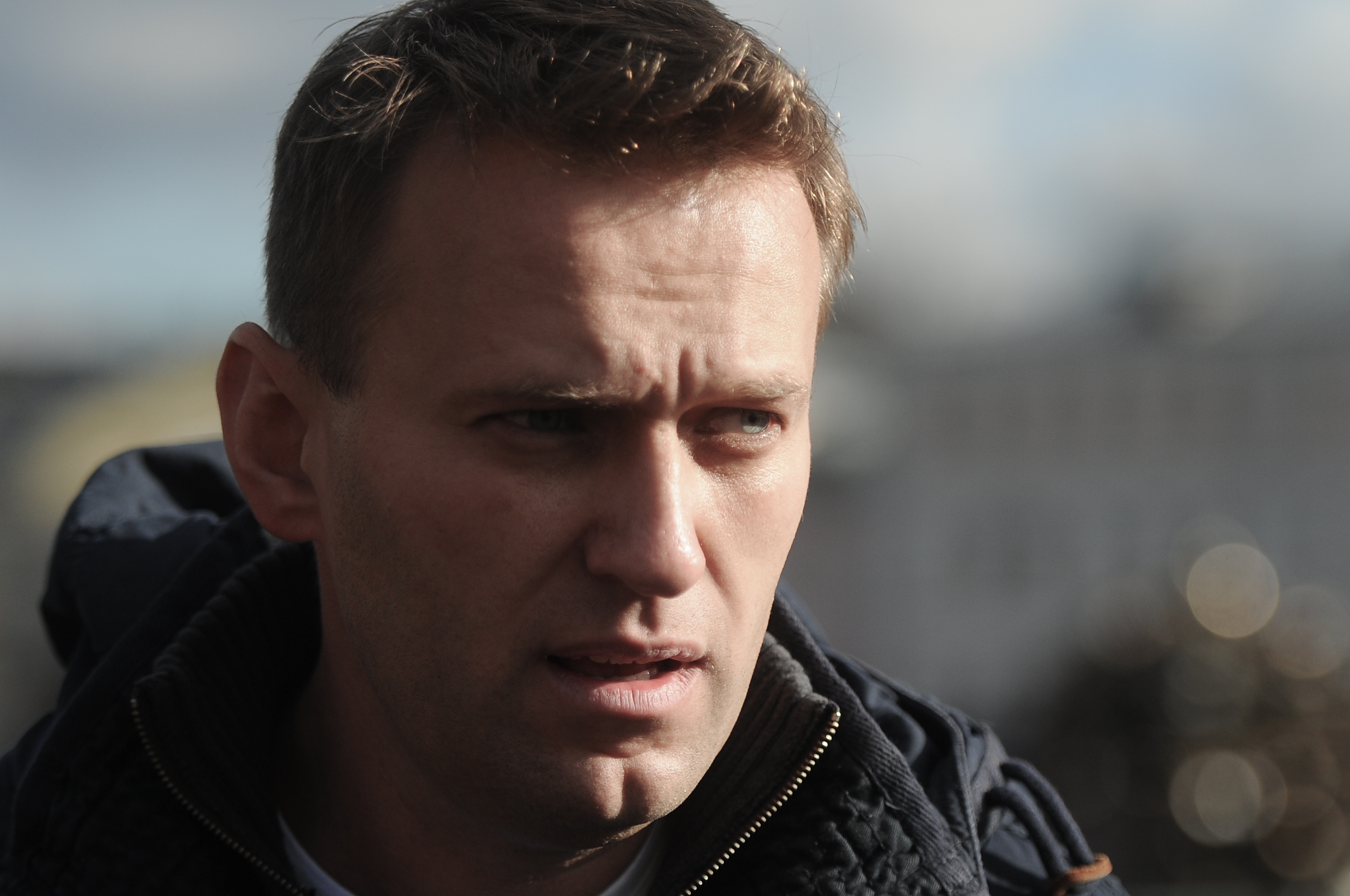
阿列克謝·納瓦爾尼。

- 伊拉克迪亞拉省的一座遜尼派清真寺遭到叛亂份子展開自殺攻擊，其中該次爆炸造成至少20人死亡。BBC新聞（页面存档备份，存于）
- 哥倫比亞革命軍要求哥倫比亞政府與其進行談判以釋放1個月前遭到俘虜的美國籍士兵凱文·斯科特·蘇塔（Kevin Scott Sutay）。法國24

國際關係
- 澳洲總理陸克文宣布了之後將難民引渡至巴布亞紐幾內亞的計劃。《澳洲人報（页面存档备份，存于）》

法律犯罪
- 教宗方濟各新組織了聖座委員會以調查梵蒂岡所有辦公機構與組織團體之間的會計問題，並且之後將由該委員會協助提出預算平衡（英语：Balanced budget）以及財政透明度等戰略方針。天主教新聞社
- 俄羅斯司法機構（英语：Judiciary of Russia）決定釋放原本因為侵吞財產而遭到逮捕的莫斯科評論家阿列克謝·納瓦爾尼。《印度教徒報（页面存档备份，存于）》

政治選舉
- 柬埔寨王室赦免於2009年時遭到通緝的反對黨領袖山嵐西，之後新聞媒體預估其返回柬埔寨後可能會帶領反對派參與2013年柬埔寨大選。《卡爾加里先驅報[永久]》
- 數以百萬名穆斯林兄弟會支持者於埃及各地展開了反對2個星期前為了廢黜埃及總統穆罕默德·穆爾西所展開的政變行動之示威活動。NBC News（页面存档备份，存于）

體育競賽
- 曾於1956年時擔任英格蘭FWA足球先生的著名守門員畢·圖曼逝世，享年89歲。Eurosport（页面存档备份，存于）

## 7月20日
武裝衝突

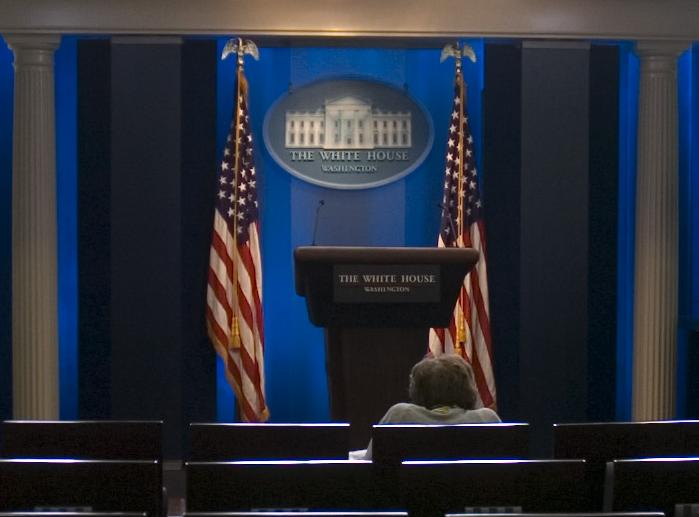
海倫·湯瑪斯。

- 哥倫比亞革命軍於阿勞卡省當地針對哥倫比亞政府軍發動襲擊，造成17名士兵喪生。BBC新聞（页面存档备份，存于）

藝術文化
- 曾採訪白宮相關新聞長達50年的美國記者海倫·湯瑪斯逝世，享年92歲。BBC新聞（页面存档备份，存于）

災害事故
- 兩架美國海軍戰機因為在訓練途中發生緊急事故，因此被迫將4枚炸彈扔入作為世界遺產的大堡礁海域。News Limited（页面存档备份，存于）
- 印度警方表示法醫在所提出的印度比哈爾邦學校中毒事件（英语：Bihar school meal poisoning incident）報告中證實食用油中含有了「有毒的」化學藥劑亞素靈。《衛報（页面存档备份，存于）》、BBC新聞（页面存档备份，存于）

國際關係
- 由於預定成為美國常駐聯合國代表薩曼莎·鮑爾的發言使得委內瑞拉決定結束與美國的修好交流。News24（页面存档备份，存于）
- 以色列宣布如果重新啟動和平談判的話將會釋放巴勒斯坦籍囚犯。路透社（页面存档备份，存于）

法律犯罪
- 歌詩達郵輪船隊的5名船員承認在義大利外海發生並造成32名旅客與船員喪生的歌詩達協和號觸礁事故中犯下了誤殺和過失等罪刑，而船長弗朗切斯科·斯凱蒂諾（Francesco Schettino）決定獨自一人繼續接受法院審判。美聯社（页面存档备份，存于）
- 一名殘疾人士在北京首都國際機場引爆自製的黑火藥炸彈，最後除了本人受傷外並沒有其他人於爆炸中受傷。有線電視新聞網（页面存档备份，存于）
- 俄亥俄州東克里夫蘭（英语：East Cleveland, Ohio）發現3名女性屍體被裝在塑膠袋中，隨後35歲的性侵害前科嫌疑犯迈克尔·麦迪森（英语：Michael Madison）遭到拘捕但是他本人則否認犯下罪刑，警方則認為兇手可能是受到已經遭到審判的克里夫蘭連環殺手安東尼·索維爾（英语：Anthony Sowell）之影響。《星報》

## 7月21日
武裝衝突

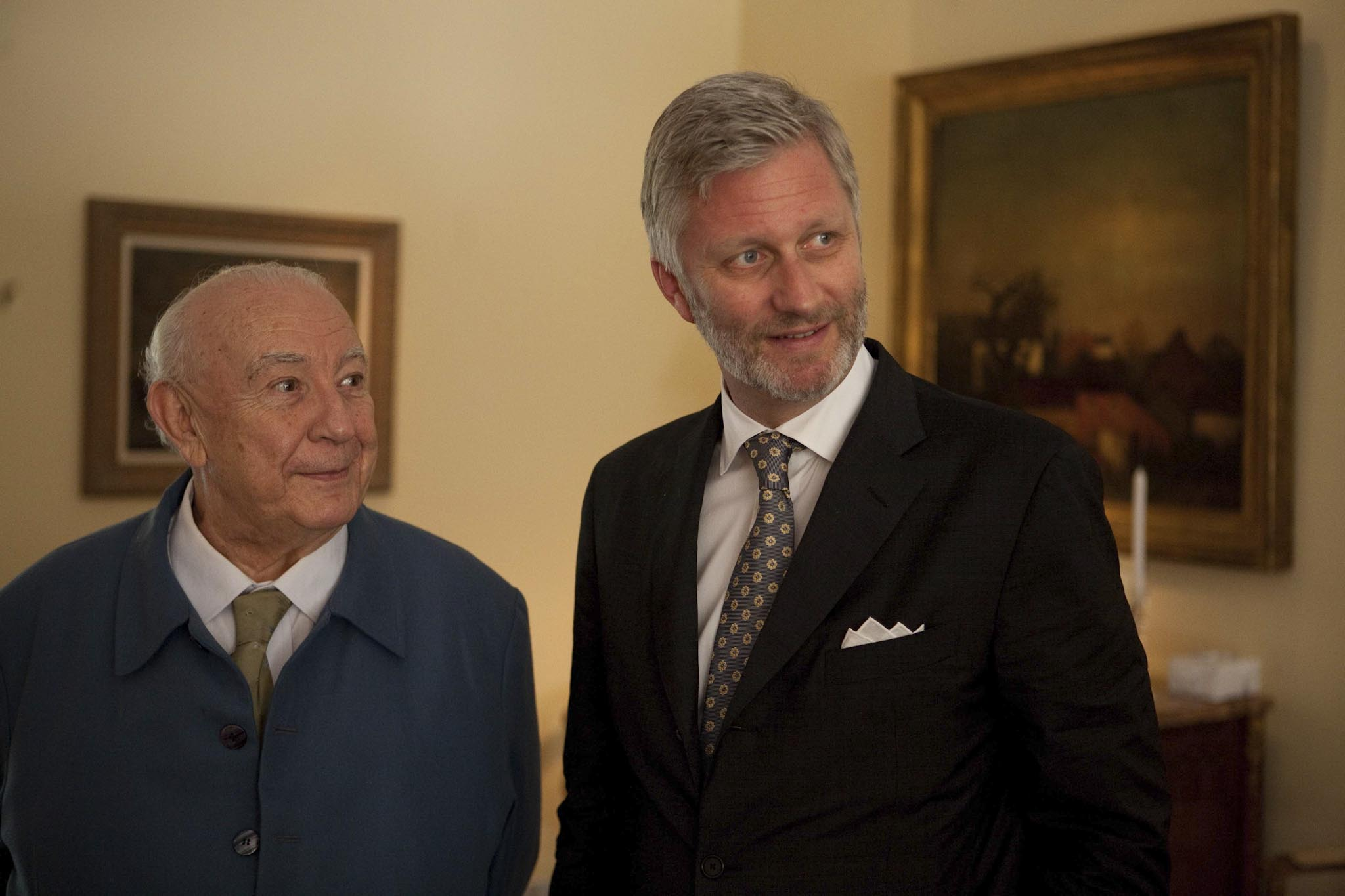
阿爾貝二世和菲利普。

- 蓋達組織針對巴格達中央監獄以及另外一座伊拉克監獄展開突襲行動，並且釋放了數百名囚犯。《每日電訊報（页面存档备份，存于）》

災害事故
- 紐西蘭庫克海峽發生芮氏地震規模6.5級的地震，造成作為首都的威靈頓遭到一定損傷。《費爾法克斯紐西蘭（页面存档备份，存于）》
- 埃及北部海岸（英语：Northern coast of Egypt）的高速公路上發生公車與卡車相撞意外，造成15名埃及陸軍士兵死亡以及1人受傷。《憲報[永久]》

法律犯罪
- 菲律賓南部的南拉瑙省發生兩個穆斯林家族遭遇攻擊事件，在衝突中至少造成12人已經喪生。Mindanao Examiner

政治選舉
- 第23屆日本參議院議員通常選舉的投票結果出爐，其中安倍晉三領導的執政聯盟成功獲得多數日本參議院席次。《今日美國（页面存档备份，存于）》、《彭博商業周刊》
- 比利時國王阿爾貝二世正式退位，並且由其兒子菲利普繼任之。美聯社（页面存档备份，存于）

體育競賽
- 2013年環法自行車賽選手終於騎至終點巴黎，並由於肯亞出生的英國環法自由車賽選手克里斯多夫·弗羅梅奪得冠軍。ABC News（页面存档备份，存于）
- 美國高爾夫球選手菲爾·米克森在於蘇格蘭莫里菲爾德舉辦的2013年英國高爾夫球公開賽中奪得冠軍。半島電視台（页面存档备份，存于）、《華盛頓郵報Archive.today的存檔，存档日期2013-07-21》
- 在義大利摩托車車手安德烈亞·安東內利於跑到第一圈便發生車禍喪生後，世界超級摩托車錦標賽決定撤銷莫斯科賽道（英语：Moscow Raceway）的比賽賽事。《衛報（页面存档备份，存于）》

## 7月22日
武裝衝突

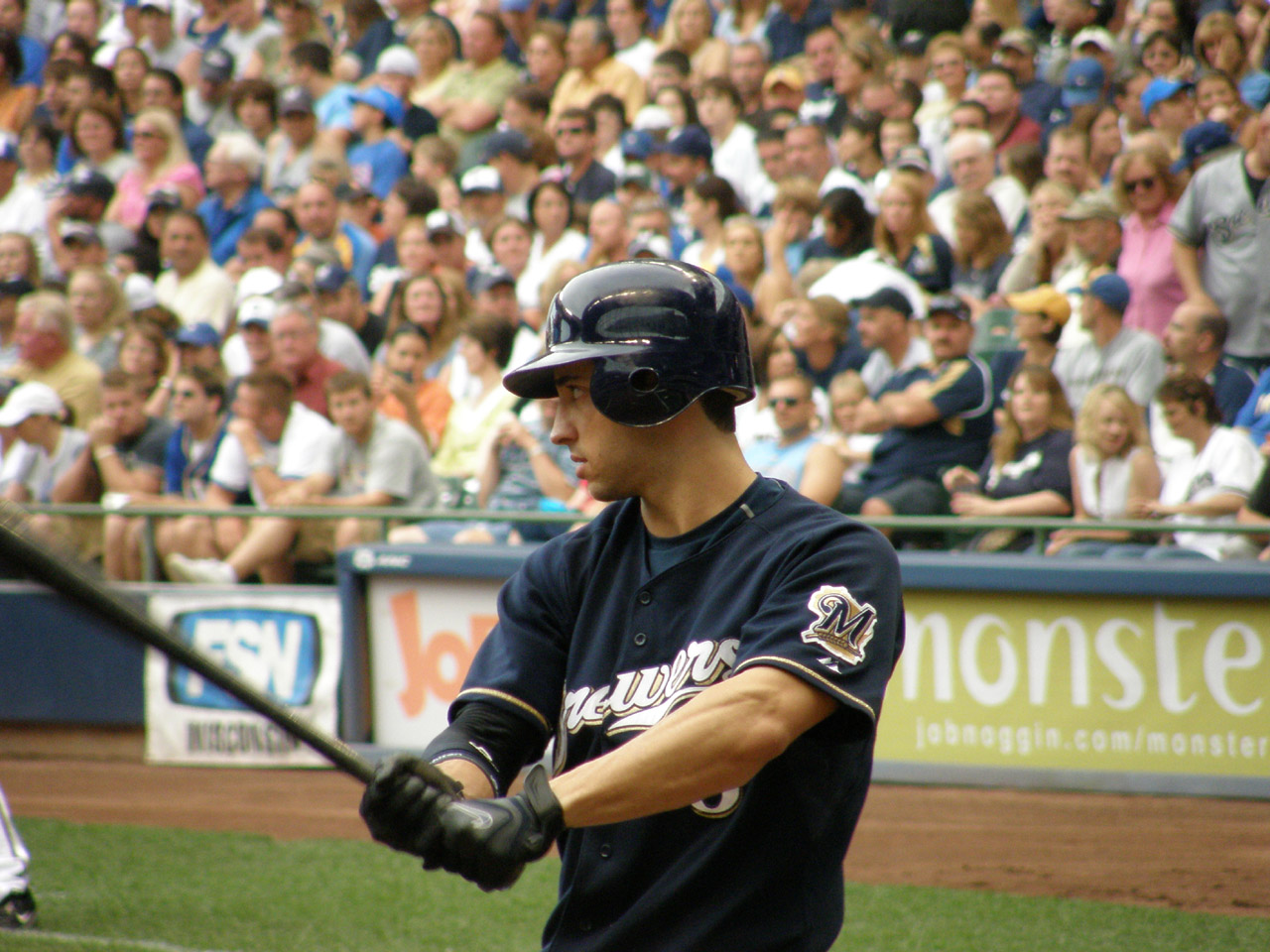
萊恩·布勞恩。

- 一群武裝份子於埃及西奈半島發動一系列襲擊行動，造成6名埃及陸軍軍官與埃及警察（英语：Law enforcement in Egypt）死亡，另外還有數十人因而受傷。路透社（页面存档备份，存于）
- 伊拉克接連兩天發生自殺攻擊以及武裝越獄行動，造成至少37人死亡。福斯新聞頻道（页面存档备份，存于）

藝術文化
- 英國王妃凱薩琳在歐洲西部夏令時間16時24分於倫敦郊區帕丁頓的聖瑪麗醫院產下男嬰，該男嬰將是繼祖父查爾斯和父親威廉王子後英國王位第三順位繼承人。 英國廣播公司（页面存档备份，存于）、BBC新聞（页面存档备份，存于）、有線電視新聞網（页面存档备份，存于）、《費爾法克斯紐西蘭（页面存档备份，存于）》、《衛報（页面存档备份，存于）》

災害事故
- 中華人民共和國甘肅省發生芮氏地震規模6.6級地震，造成至少75人死亡以及超過400人受傷。有線電視新聞網（页面存档备份，存于）、路透社（页面存档备份，存于）、NBC News（页面存档备份，存于）、BBC新聞（页面存档备份，存于）
- 一架西南航空波音737新世代在紐約州拉瓜地亞機場準備降落時發生事故，造成10名乘客受傷。天空新聞台、BBC新聞（页面存档备份，存于）
- 美國就發生戰鬥機於訓練期間被迫將4枚炸彈扔往由聯合國教科文組織認定為世界遺產的大堡礁之案件進行調查。BBC新聞（页面存档备份，存于）

國際關係
- 教宗方濟各正式前往訪問巴西一個禮拜，這也是其擔任教宗以來首次的海外出訪行程。BBC新聞（页面存档备份，存于）
- 聯合國難民署提出報告指出大約有625,000名難民居因為敘利亞內戰而被迫遷移至黎巴嫩居住。《Vancouver Post（页面存档备份，存于）》
- 歐洲聯盟宣布正式將黎巴嫩的真主黨軍事派系（英语：Hezbollah military activities）列為恐怖組織。有線電視新聞網（页面存档备份，存于）
- 哥倫比亞和委內瑞拉總統會面以解決雙方之間的外交爭端。路透社（页面存档备份，存于）

法律犯罪
- 英國製藥公司葛蘭素史克坦承其在中華人民共和國的高階管理人員似乎參與了涉嫌觸犯法律的賄賂醜聞中。路透社（页面存档备份，存于）
- 英國首相大衛·卡麥隆宣布計劃要求網路服務提供者針對每戶家庭網路展開網路色情之自動屏蔽，並且必須在使用者告知ISP後才能顯示色情內容。BBC新聞（页面存档备份，存于）
- 墨西哥米卻肯州發生社區安全志工與當地罪犯之間的槍戰，造成至少5人死亡以及7人受傷。《聖荷西信使報（页面存档备份，存于）》
- 美國威斯康辛州密爾瓦基的一名76歲男子因為在2012年時犯下謀殺13歲男孩的罪刑而被判處無期徒刑且永遠不得假釋。《舊金山紀事報（页面存档备份，存于）》、《哈芬登郵報（页面存档备份，存于）》

科學技術
- 英國經歷了自2006年7月以來最熱的一天，在倫敦的倫敦希斯洛機場與諾霍特測得33.5°C的高溫紀錄。BBC新聞（页面存档备份，存于）
- 美國科學家報告說海豚彼此之間有著如人類般互相稱呼的特定名字。《國家地理（页面存档备份，存于）》

體育競賽
- 密爾瓦基釀酒人的萊恩·布勞恩因為違反美國職棒大聯盟的藥物規定而被要求於之後禁賽作為懲處。雅虎新聞[]、《今日美國（页面存档备份，存于）》

## 7月23日
武裝衝突

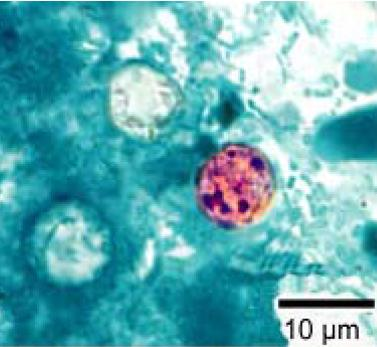
環孢子蟲。

- 前任埃及總統穆罕默德·穆爾西的支持者與反對者持續在埃及開羅發生暴力衝突，並且造成9人喪生。BBC新聞（页面存档备份，存于）
- 一枚炸彈於阿富汗瓦爾達克省引爆，造成3名美國陸軍士兵、4名阿富汗國民軍士兵以及1名翻譯死亡。《紐約時報（页面存档备份，存于）》

災害事故
- 泰國北標府發生公車與貨車的相撞事故，造成至少19人死亡以及22人受傷。《曼谷郵報》、BBC新聞（页面存档备份，存于）
- 美國疾病控制與預防中心在報告中指出由於新鮮農產品跨州運送時遭到污染，造成至少在美國中西部發生250多起環孢子蟲（英语：Cyclospora cayetanensis）引起的疾病，並且有8人因為該寄生蟲疾病而必須住院治療。NBC News（页面存档备份，存于）
- 日本重新啟動因為2011年日本東北地方太平洋近海地震而遭到海嘯破壞的福島第一核電廠其放射性物質外洩之調查。BBC新聞（页面存档备份，存于）
- 位於路易斯安那州外墨西哥灣海上的天然氣平臺發生火警，並且因而使得平臺倒塌而宣布停止運作。NBC News（页面存档备份，存于）、《華爾街日報（页面存档备份，存于）》

法律犯罪
- 緬甸釋放70多名政治犯以達成數十個國家所提出的緬甸民主改革之要求。德國之聲（页面存档备份，存于）
- 希臘克里特發生外來遊客和當地警察之間的暴力衝突並且造成1名遊客死亡後，希臘警方決定逮捕18名英國籍遊客。BBC新聞（页面存档备份，存于）
- 中華人民共和國下達了5年內禁止建造新的政府大樓之命令，以減少地方政府貪汙案件以及和揮霍情況的發生。《衛報（页面存档备份，存于）》
- 西蒙·維森塔爾中心於德國發起追查仍然倖存的第二次世界大戰納粹主義戰爭罪犯的活動。BBC新聞（页面存档备份，存于）
- 紐約州核電廠主管被指控為了維持公司營運而針對應急發電機的檢驗結果造假。NBC News（页面存档备份，存于）
- 前南非憲法法院首席法官派厄斯·蘭加去世，享年74歲。

政治選舉
- 位於保加利亞索菲亞的保加利亞國民議會遭到不滿政府的示威群眾包圍。《芝加哥論壇報》
- 南蘇丹總統薩爾瓦·基爾·馬亞爾迪特宣布解散包括副總統芮克·馬查爾在內的內閣成員。《美國之音》

宗教慶典
- 上萬名居住於巴西里約熱內盧的天主教會信徒前往迎接首次跨海訪問的教宗方濟各。BBC新聞（页面存档备份，存于）

## 7月24日

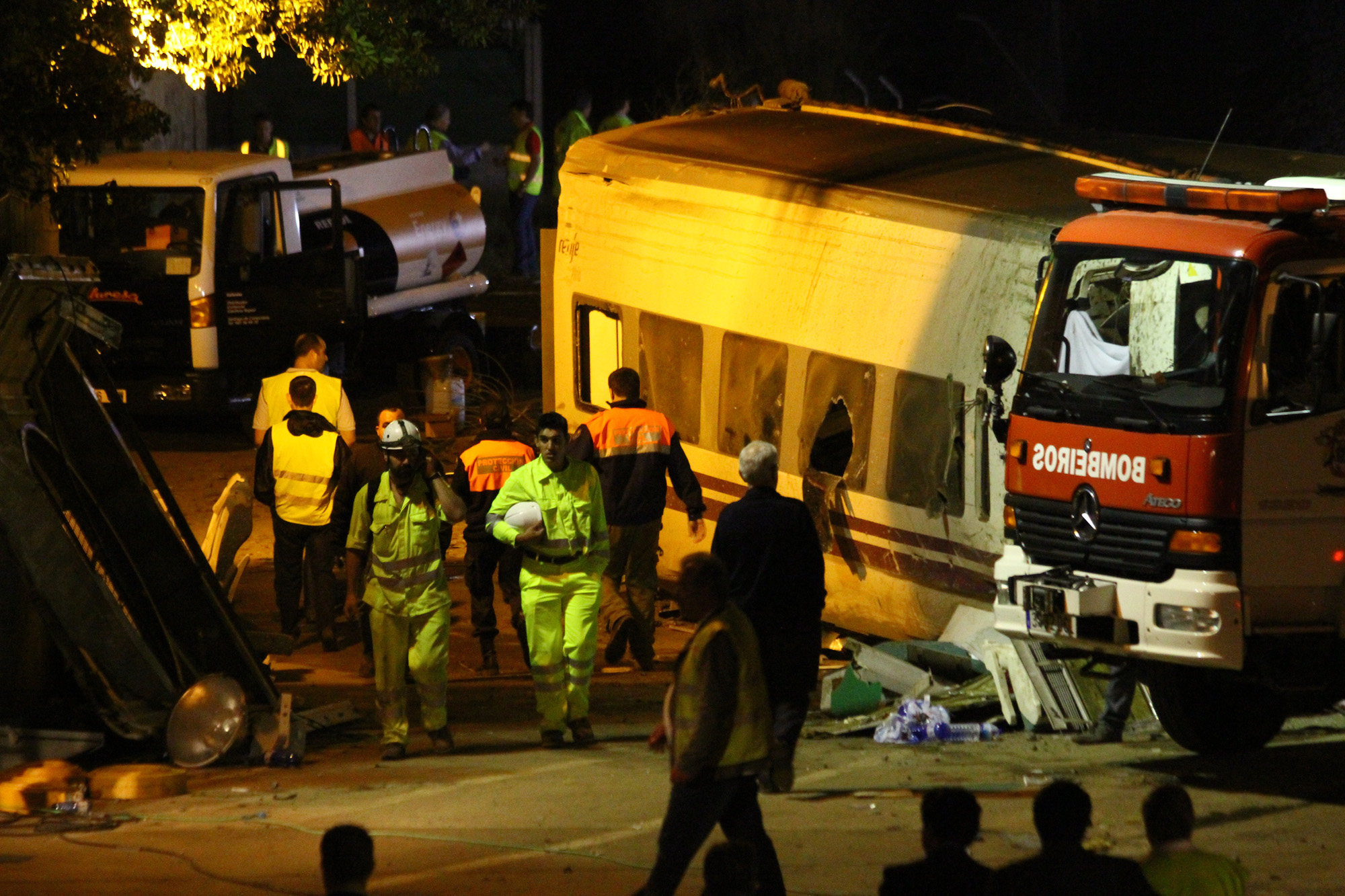
2013年聖地亞哥-德孔波斯特拉火車事故。

武裝衝突
- 聖殿騎士團販毒集團（英语：Knights Templar Cartel）與墨西哥聯邦警察（英语：Federal Police (Mexico)）在墨西哥米卻肯州發生激烈槍戰並且造成22人死亡，而根據新聞媒體獲得的政府官方資料為2名員警因而喪生，其他死者則為販毒集團的槍手。BBC新聞（页面存档备份，存于）
- 位於埃及代蓋赫利耶省首府曼蘇拉的警察局發生炸彈襲擊事件，共造成至少1人死亡以及17人受傷。《印度斯坦時報》
- 巴基斯坦三軍情報局轄下位於蘇庫爾的辦公處遭到炸彈以及武裝份子的襲擊，共造成4人死亡以及至少40人受傷。路透社（页面存档备份，存于）

商業經濟
- 受到中華人民共和國經濟成長逐步放緩的影響，美國富國銀行集團取代中國工商銀行成為世界上市值最大的銀行。法國24

災害事故
- 一艘試圖前往澳洲、載有伊朗難民的船艦於印度尼西亞外海沉沒，儘管已經救出其中的157人，但是目前確認至少有3人死亡以及數量不明的失蹤人數。BBC新聞（页面存档备份，存于）、《澳洲人報（页面存档备份，存于）》
- 一輛載有225名乘客的高速列車在西班牙聖地亞哥-德孔波斯特拉附近發生火車出軌事故，造成至少77人死亡以及超過100人受傷。這次事故是西班牙自馬德里三一一連環爆炸案發生過後再度發生的嚴重鐵路事故，同時也是西班牙自1944年托雷德爾維耶爾索鐵路事故（英语：Torre del Bierzo rail disaster）發生後40年以來最為嚴重的鐵路事故之一。英國廣播公司（页面存档备份，存于）、彭博通訊社（页面存档备份，存于）、路透社（页面存档备份，存于）、BBC新聞（页面存档备份，存于）、《世界報（页面存档备份，存于）》

國際關係
- 與先前報導相反的是涉嫌洩漏美國國家安全局機密資料的愛德華·史諾登仍然滯留在俄羅斯莫斯科的謝列梅捷沃國際機場中。有線電視新聞網（页面存档备份，存于）

法律犯罪
- 英國法院裁定將涉嫌殺害安妮·達瓦尼（英语：Murder of Anni Dewani）的什里恩·達瓦尼（Shrien Dewani）引渡至南非接受審判。天空新聞台（页面存档备份，存于）
- 象牙海岸阿必尚發生監獄暴亂（英语：Prison riot），造成至少3名囚犯喪生。BBC新聞（页面存档备份，存于）
- 中国黑龙江省桦南县实习护士胡伊萱被孕妇谭蓓蓓诱骗，护送谭回家后，谭丈夫白云江强奸胡未遂，夫妇二人逐将其杀害。

科學技術
- 科學家在大型強子對撞機實驗中發現極為罕見的粒子衰變現象，並且與科學理論之一的超對稱出現矛盾結果。BBC新聞（页面存档备份，存于）
- 科學家警告說北極地區冰層融化加速而釋放了大量甲烷，頓此之後進一步的嚴重全球性破壞可能導致世界經濟損失60萬億美元。《獨立報（页面存档备份，存于）》

## 7月25日
武裝衝突

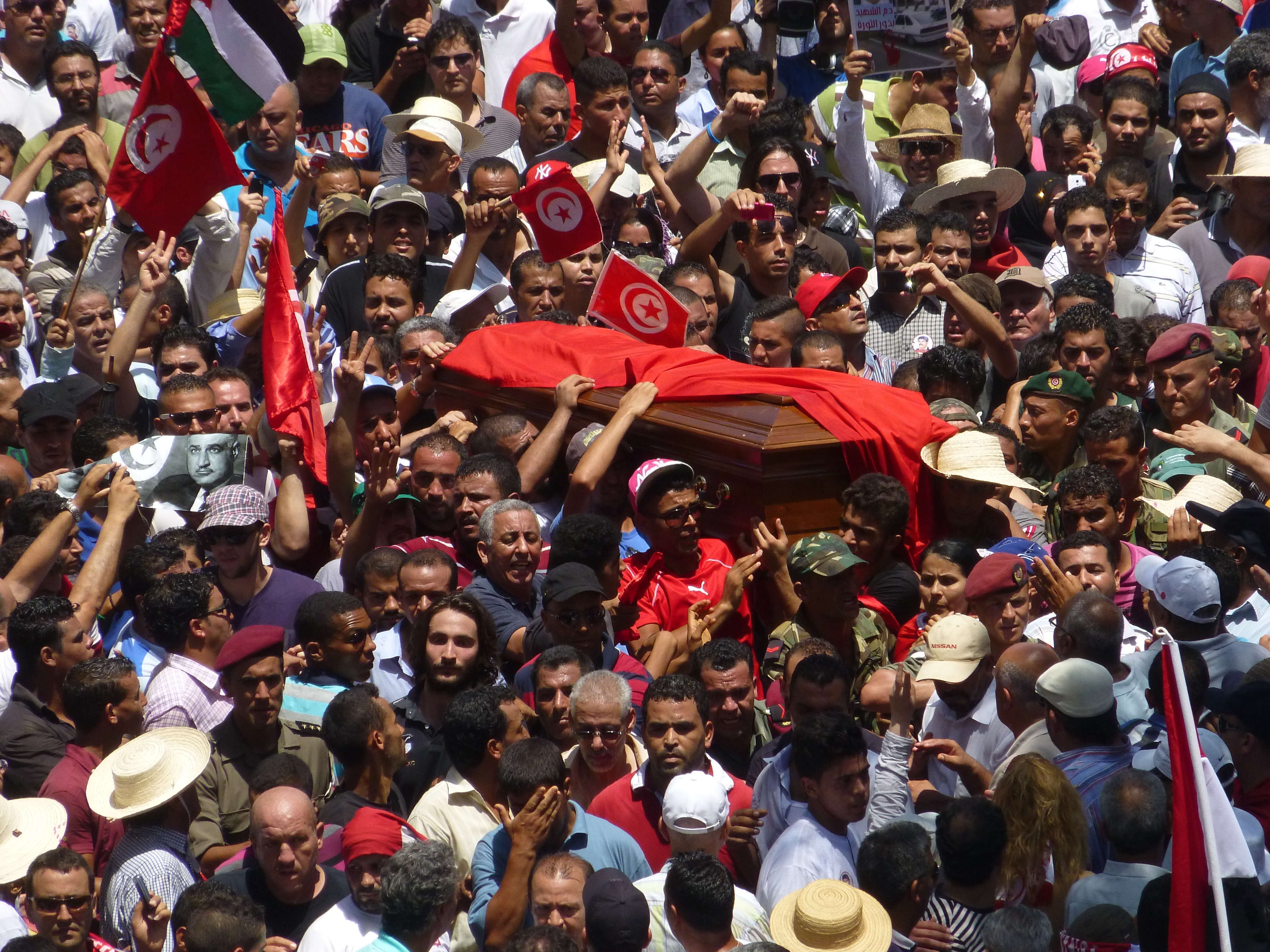
穆罕默德·布拉米葬禮。

- 聯合國報告指出仍然持續進行中的敘利亞內戰已經造成超過10萬人喪生。有線電視新聞網（页面存档备份，存于）

藝術文化
- 《牛津英語詞典》證實將會更改「婚姻」這個詞彙的定義並且加入同性婚姻的概念。《每日郵報（页面存档备份，存于）》

商業經濟
- 在有工業成長放緩程度越來越明顯的情況下，中華人民共和國為了促進經濟成長決定實施營業稅減免以及出口自由化等重要措施。BBC新聞（页面存档备份，存于）

災害事故
- 西班牙首相馬里亞諾·拉霍伊宣布全國為導致78人喪生、並且超越1944年紀錄成為西班牙最為嚴重之火車事故的聖地亞哥-德孔波斯特拉出軌事故進行3天的哀悼。愛爾蘭廣播電視（页面存档备份，存于）
- 西班牙警方逮捕了事故發生時駕駛Alvia（英语：Alvia）高速列車的車掌，根據調查報告指出在火車出軌前時列車行駛速度為該路段限速的1倍之上。路透社（页面存档备份，存于）

法律犯罪
- 突尼西亞人民陣線黨領導人穆罕默德·布拉米在突尼斯市的住家中遭到槍殺身亡，之後隨即引起警方與示威群眾之間爆發衝突。BBC新聞（页面存档备份，存于）
- 前中共中央政治局委員薄熙來被指控涉嫌貪汙和濫用職權，成為近年來作為中國最重要的政治醜聞之海伍德死亡案的一項重要進展。《金融時報（页面存档备份，存于）》
- 紐澤西州的律師表示美國政府已經起訴涉嫌參與商業歷史上規模最為龐大的電腦攻擊以及數據破壞計畫之駭客。福斯新聞頻道（页面存档备份，存于）

政治選舉
- 多哥展開了之前因為自2012年10月以來多次大規模抗議而不斷往後推延的多哥國會選舉（英语：Togolese parliamentary election, 2013）。BBC新聞（页面存档备份，存于）

科學技術
- 英國科學家宣布已經找出造成對貓過敏（英语：Allergy to cats）的過敏原因，並且預計將會在5年內找出醫治藥物。《每日郵報（页面存档备份，存于）》

## 7月26日
武裝衝突

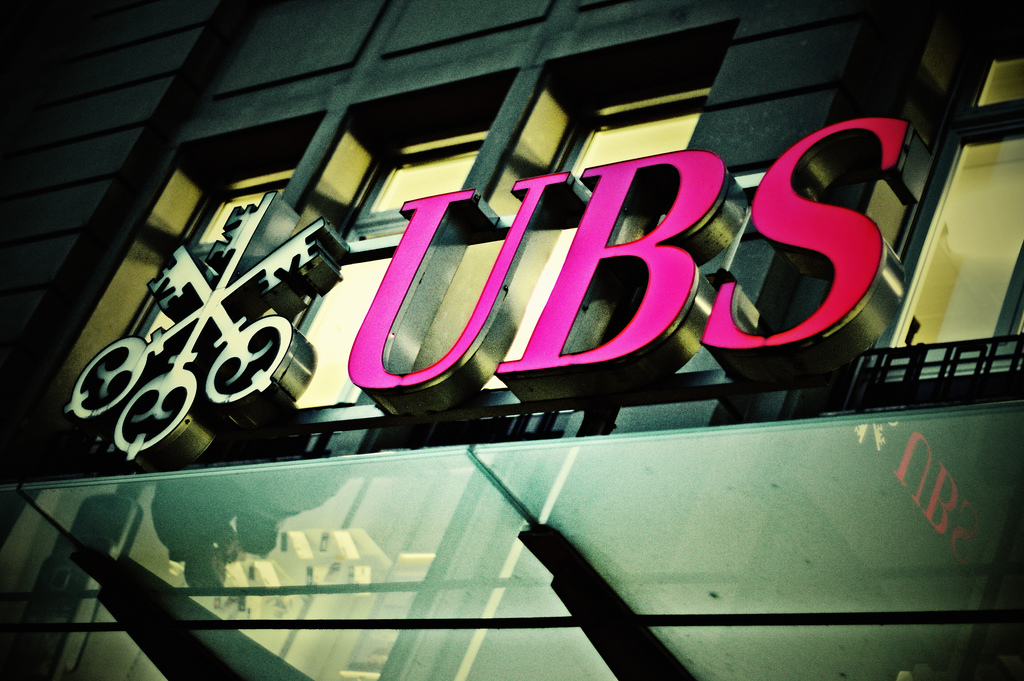
瑞銀集團。

- 在2013年埃及政變過後3個禮拜，遭到廢黜的埃及總統穆罕默德·穆爾西其支持者與反對者在埃及各地發起示威遊行，然而之間的暴力衝突造成至少8人死亡以及數百人受傷。路透社（页面存档备份，存于）、BBC新聞（页面存档备份，存于）、半島電視台（页面存档备份，存于）、《以色列時報（页面存档备份，存于）》
- 巴基斯坦巴拉齊納（英语：Parachinar）的一座市場發生爆炸並且造成至少57人死亡。BBC新聞（页面存档备份，存于）
- 佛羅里達州海厄利亞發生槍擊案件，最後連同兇手在內共有7人死亡。《洛杉磯時報（页面存档备份，存于）》

商業經濟
- 針對7月25日時突尼西亞反對派領導人穆罕默德·布拉米遭到暗殺一事，各地決定發起大規模的罷工行動以表達不滿。福斯新聞頻道（页面存档备份，存于）

災害事故
- 中華人民共和國定西市南部因為大雨而造成山體滑坡，造成至少9人死亡以及8人失蹤。福斯新聞頻道（页面存档备份，存于）
- 愛爾蘭島因為連日的暴雨導致洪水氾濫，其中愛爾蘭西北部的一家醫院宣布進入危急狀態，而東部道路和其他交通網絡則宣布暫停通行。愛爾蘭廣播電視（页面存档备份，存于）
- 卡達航空的波音787因為「不嚴重的」技術問題而宣布暫時停飛，專家認為是由於波音在裝設電子儀器時考慮不周導致新的噴射客機並不穩定。路透社（页面存档备份，存于）

法律犯罪
- 西班牙警方正式逮捕了駕駛列車於聖地亞哥-德孔波斯特拉發生出軌事故並造成78人死亡的司機，並且以誤殺和魯莽駕駛等罪名將其起訴。BBC新聞（页面存档备份，存于）、《衛報（页面存档备份，存于）》
- 涉嫌在2002年到2004年期間在俄亥俄州克里夫蘭犯下女子綁架案的53歲嫌疑犯阿里埃爾·卡斯特羅（Ariel Castro）與檢察官達成認罪協議，以換取調查機構向法院申請判處無期徒刑並且終身不得假釋出獄的懲處。BBC新聞（页面存档备份，存于）
- 瑞銀集團同意就2007年時引起房地產泡沫的爭議與美國主管單位達成和解並且支付8億8,500萬美元來彌補房貸抵押證券的損失，這也是其他背負10億多美元銀行之中首次達成和解者。路透社（页面存档备份，存于）

體育競賽
- 英國倫敦舉辦了紀念2012年夏季奧林匹克運動會於倫敦舉行之大型活動。《每日電訊報（页面存档备份，存于）》

## 7月27日
武裝衝突

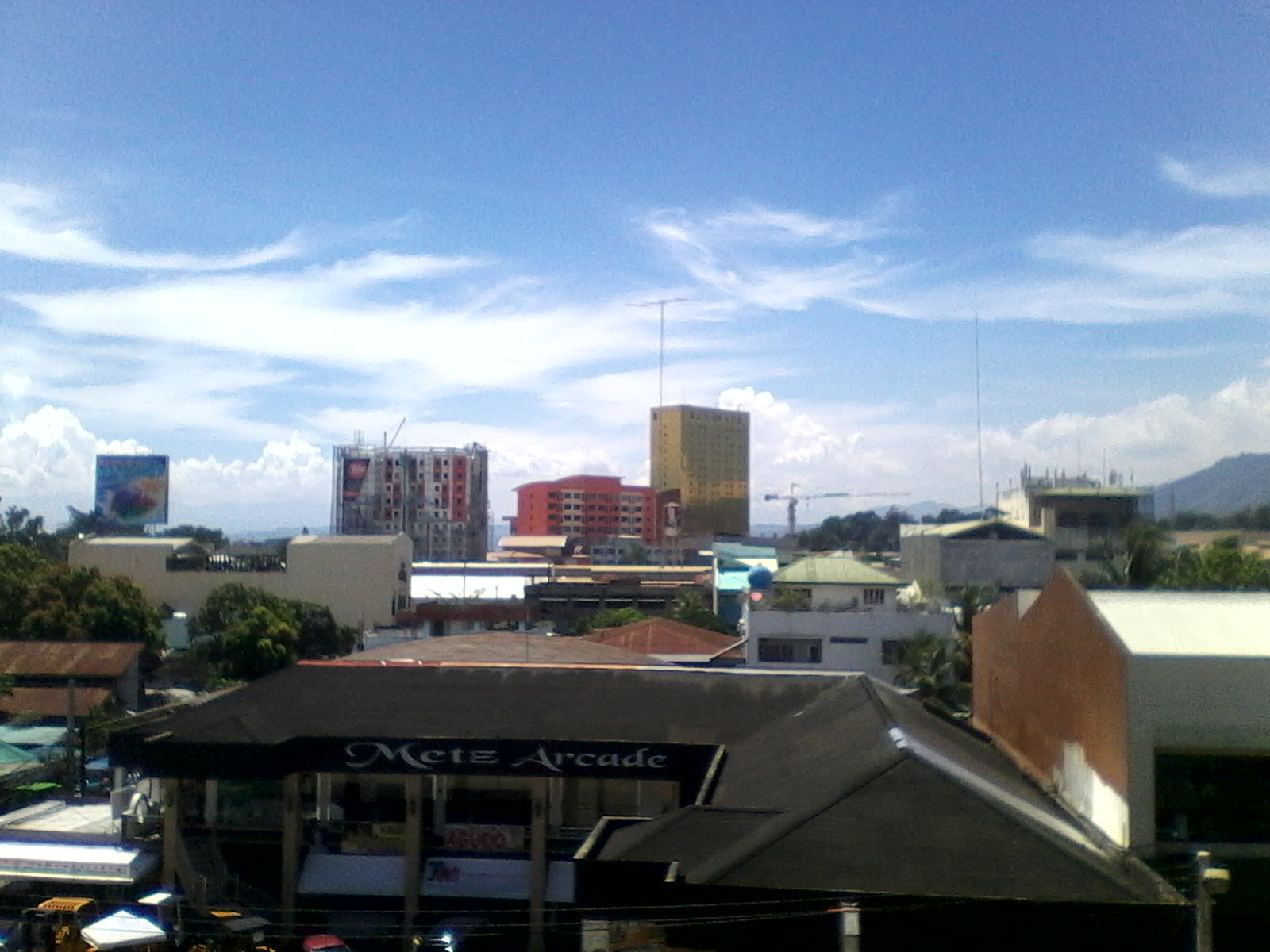
卡加延德奧羅。

- 針對於埃及首都開羅之示威遊行展開的暴力鎮壓造成超過100人死亡以及1,500多人受傷。BBC新聞（页面存档备份，存于）、《衛報（页面存档备份，存于）》
- 菲律賓卡加延德奧羅發生炸彈爆炸事件並且造成至少6人死亡和37人受傷。ABS-CBN公司（页面存档备份，存于）

商業經濟
- 陽獅與宏盟集團宣布共同組建陽獅宏盟集團，成為全世界最大的廣告與傳播集團。

災害事故
- 一輛從教會夏令營返回的公車於印第安納州印第安納波利斯發生翻覆意外，造成3人死亡以及數人受傷。NBC News（页面存档备份，存于）

法律犯罪
- 利比亞班加西當地超過1,000名囚犯自監獄裡逃出。The Raw Story（页面存档备份，存于）

政治選舉
- 科威特國民議會選舉中什葉派候選人席次減半。阿拉伯衛星電視台（页面存档备份，存于）、《每日電訊報（页面存档备份，存于）》

體育競賽
- 德國賽馬Novellist（英语：Novellist (horse)）贏得了英皇佐治六世及皇后伊利沙伯錦標冠軍。BBC體育（页面存档备份，存于）

## 7月28日
武裝衝突

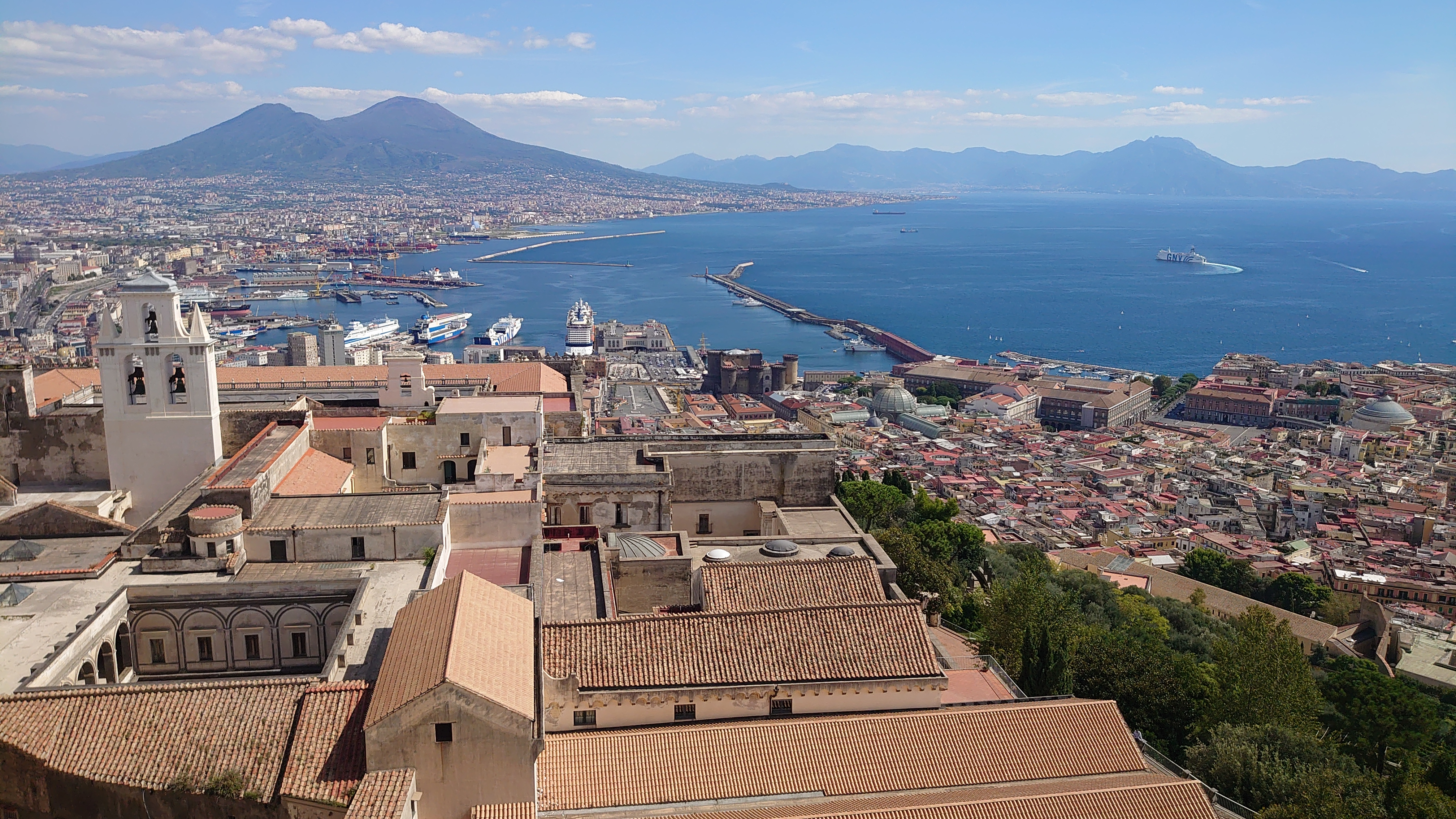
拿坡里。

- 叛亂份子於伊拉克圖茲胡爾馬圖展開自殺攻擊，造成至少8名警察喪生。BBC新聞（页面存档备份，存于）

災害事故
- 搭載48名前往位於皮耶特雷爾奇納之彼得雷奇納的庇護聖殿的朝聖者巴士在拿坡里東部處衝出高架橋（英语：2013 Italy bus crash）墜毀於阿韋利諾省山谷中，包含兒童在內共有39人死亡以及至少9人受傷。新華網（页面存档备份，存于）

國際關係
- 印度向越南提供1億美元的信用額度來購買軍事裝備，並且越南政府首先會將其挪來購買4艘巡邏艦。《印度教徒報（页面存档备份，存于）》

法律犯罪
- 導致2013年聖地亞哥-德孔波斯特拉火車事故並且造成73人死亡的列車駕駛員朗西斯科·何塞·加爾松阿莫（Francisco José Garzón Amo）被以誤殺罪名而遭到西班牙法院（英语：Judiciary of Spain）起訴。《今日美國（页面存档备份，存于）》

政治選舉
- 柬埔寨的反對黨聲稱以現任柬埔寨首相洪森為首的柬埔寨人民黨涉嫌在2013年柬埔寨大選中廣泛地使用嚴重違規手法。News Limited（页面存档备份，存于）、BBC新聞（页面存档备份，存于）
- 馬利共和國正式舉辦2013年馬利總統選舉（英语：Malian presidential election, 2013）第一輪投票。BBC新聞（页面存档备份，存于）
- 多哥選舉委員會正式公佈2013年多哥國會選舉（英语：Togolese parliamentary election, 2013）的官方結果，其中由多哥總統福雷·納辛貝領導的共合國聯盟黨在91席位中贏得62個席次，然而反對黨則懷疑這項結果的公正性。《休斯敦紀事報》

## 7月29日
武裝衝突

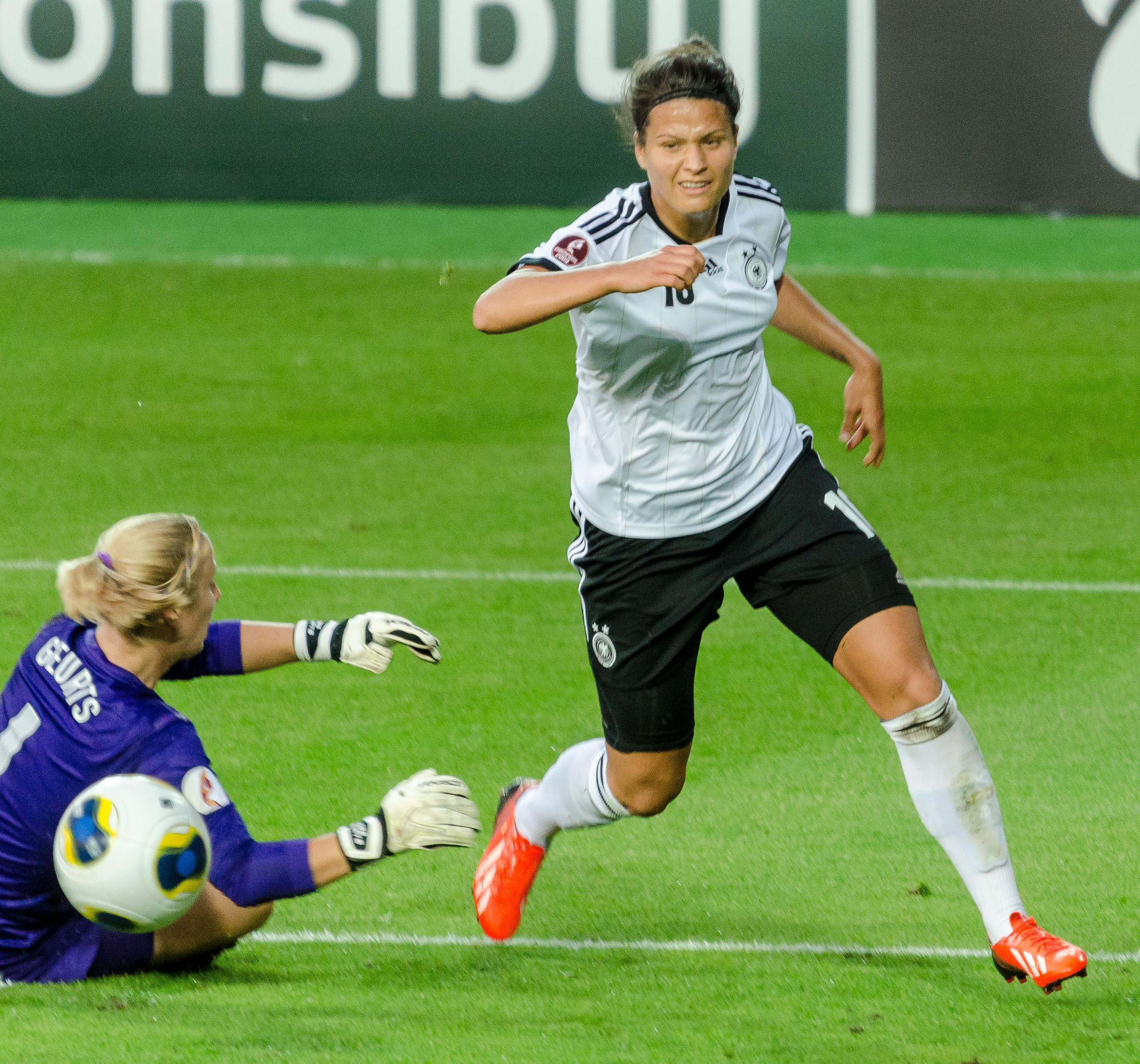
2013年欧洲女子足球锦标赛。

- 叛亂份子在伊拉克什葉派社區安排了12起汽車炸彈爆炸事件，最後造成至少44人死亡。路透社（页面存档备份，存于）
- 巴基斯坦塔利班運動襲擊了位於巴基斯坦德拉伊斯梅爾汗（英语：Dera Ismail Khan）的一座監獄，並且釋放了300多名囚犯。福斯新聞頻道（页面存档备份，存于）、《印度時報（页面存档备份，存于）》

災害事故
- 熱帶風暴弗洛西預計將會成為2013年太平洋颶風季中罕見登陸美國夏威夷州的熱帶風暴，而相關單位警告隨之而來的大雨可能導致洪水和山體滑坡發生。美聯社（页面存档备份，存于）
- 費城一棟建築突然爆炸且倒塌，造成至少8人死亡。有線電視新聞網（页面存档备份，存于）、WTXF-TV
- 瑞士洛桑格朗居馬賀農（英语：Granges-près-Marnand）發生兩輛通勤列車相撞事故（英语：Granges-près-Marnand train crash）並且造成數十人受傷，其中有4名乘客因而受到重傷。今日俄羅斯（页面存档备份，存于）
- 美國佛羅里達州中部城鎮塔瓦雷斯的一處丙烷工廠發生一連串爆炸，並且導致7人受傷。福斯新聞頻道（页面存档备份，存于）、BBC新聞（页面存档备份，存于）、《Vancouver Post》
- 羅馬尼亞一架直升機墜毀，造成5人死亡以及1名女子受傷。putera（页面存档备份，存于）

國際關係
- 紐西蘭國防部（英语：Ministry of Defence (New Zealand)）表示將會調查麥克萊奇報業集團（英语：The McClatchy Company）位於阿富汗的自由撰稿者约翰·史蒂芬森（Jon Stephenson）其電話後設資料是否有遭到監聽。KSAZ-TV

法律犯罪
- 坎城卡爾頓戛納洲際酒店的鑽石和珠寶展覽中發生損失高達1.36億美元的竊盜案，成為近年來歐洲最大的珠寶搶劫案之一。News24（页面存档备份，存于）
- 聯邦調查局在為期3天的搜查行動中，在美國各地76個城市共逮捕了150名涉嫌接送雛妓的犯罪嫌疑者。路透社（页面存档备份，存于）

體育競賽
- 曾經隸屬於伯明翰城足球俱樂部與亞美利加足球俱樂部的足球運動員克里斯提安·貝尼特斯在卡達一家醫院中因為心臟驟停而喪命，而在前一天他還帶領艾查殊體育會奪得勝利。《伊克塞爾（页面存档备份，存于）》
- 德國國家女子足球隊在2013年決賽中擊敗挪威國家女子足球隊，這也是德國第八度奪得冠軍。

## 7月30日
武裝衝突

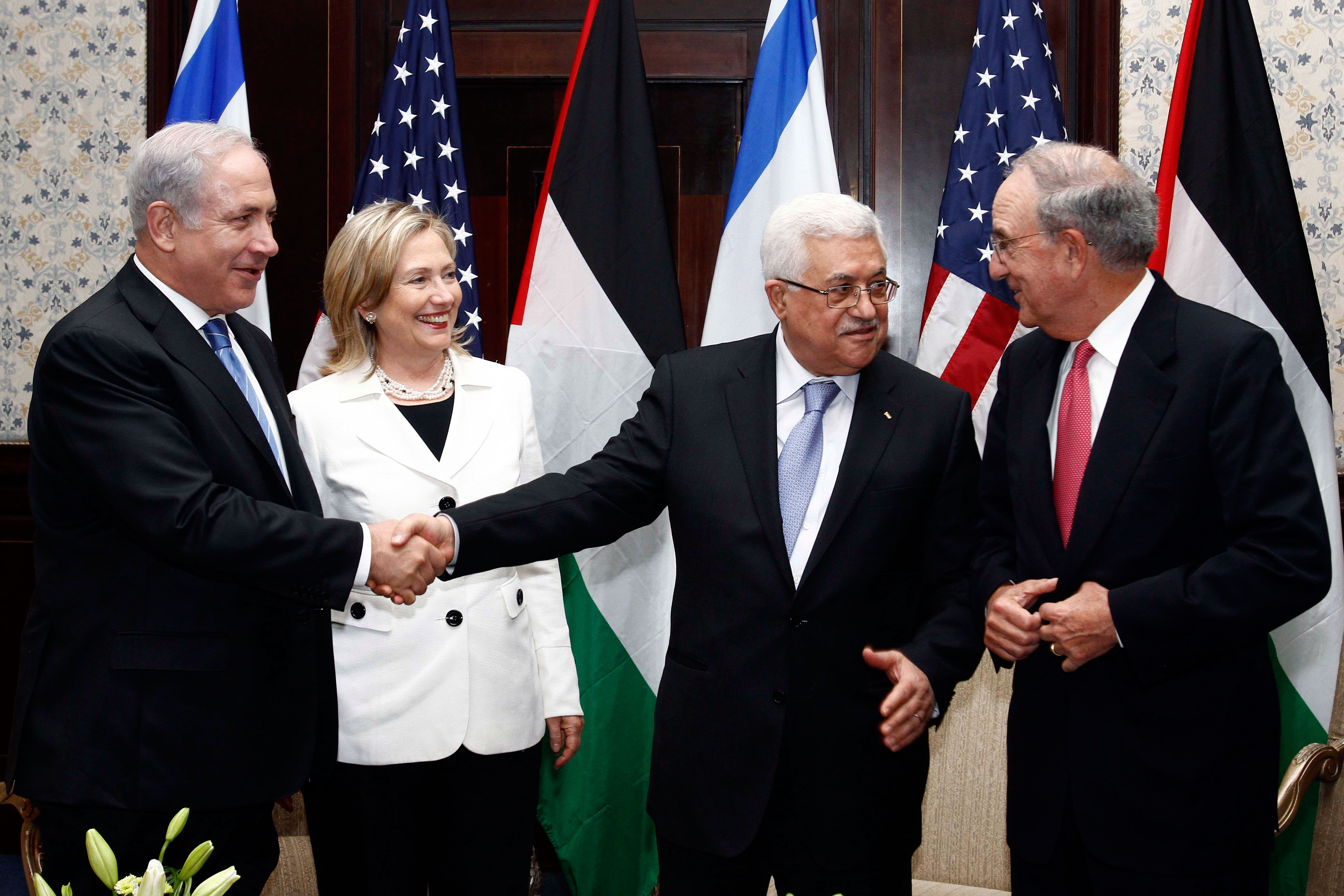
以巴衝突和平進程。

- 伊斯蘭叛亂部隊在奈及利亞卡諾市的酒店展開一系列炸彈攻擊，造成28人喪生。BBC新聞（页面存档备份，存于）
- 敘利亞政府部隊在攻擊霍姆斯時以迫擊砲攻擊市鎮區，造成17人死亡以及26人受傷。ABC News（页面存档备份，存于）、《以色列時報（页面存档备份，存于）》
- 蘇丹達佛地區爆發兩個敵對部落之間的激烈衝突，根據報導已經有134人遭到殺害。美國之音

藝術文化
- 越南司法部成為繼衛生部之後第二個提出同性婚姻合法化想法的政府機關，同時將新版本的《婚姻家庭法》修正草案提交給越南政府審核。Gaystarnews（页面存档备份，存于）

災害事故
- 印度拉賈斯坦邦城鎮哈努芒格阿爾發生校車與卡車相撞事故，造成9名學童死亡以及另外20多人受傷。ABC News（页面存档备份，存于）
- 義大利南部城鎮波佐利為上週日發生並且造成38人喪命的巴士事故（英语：2013 Italy bus crash）舉辦大型葬禮。BBC新聞（页面存档备份，存于）、有線電視新聞網（页面存档备份，存于）
- 美國佛羅里達州發生瓦斯爆炸意外，造成8人死亡。BBC新聞（页面存档备份，存于）
- 根據媒體報導表示上週在西班牙引起聖地亞哥-德孔波斯特拉火車事故並且造成79人死亡的司機涉嫌在事發前使用手機，鐵路工作人員與相關專家則表示這可能導致其在事故前便因而分散了注意力。有線電視新聞網（页面存档备份，存于）
- 宏都拉斯宣布因為登革熱疫情大爆發而陷入緊急狀態，目前已經造成16人死亡以及12,000人罹病。CTV電視網（页面存档备份，存于）

國際關係
- 美國國務卿約翰·凱瑞表示以色列和巴勒斯坦民族權力機構已經願意就就和平協議恢復談判（英语：Peace process in the Israeli–Palestinian conflict）。《耶路撒冷郵報（页面存档备份，存于）》、《每日電訊報（页面存档备份，存于）》、有線電視新聞網（页面存档备份，存于）
- 歐盟外交和安全政策高級代表凱瑟琳·艾希頓在一個祕密地點和由於2013年埃及政變而遭到廢黜的埃及總統穆罕默德·穆爾西會面並且確認其健康狀況良好，而埃及穆斯林兄弟會（英语：Muslim Brotherhood in Egypt）的穆爾西支持者則揚言繼續發動示威遊行以反對新政權。《以色列時報（页面存档备份，存于）》、《每日電訊報（页面存档备份，存于）》、合眾國際社（页面存档备份，存于）

法律犯罪
- 美國訴布拉德利·曼寧案（英语：United States v. Bradley Manning）中，布拉德利·曼寧將美國陸軍機密資料洩漏給維基解密一事法院認定協助敵方罪並不成立，但是曼寧其仍然涉嫌犯下5起間諜罪以及5起竊盜罪等待審理。有線電視新聞網（页面存档备份，存于）、《衛報（页面存档备份，存于）》
- 摩根大通由於涉嫌操縱加利福尼亞州等中西部地區能源市場而必須向聯邦能源監管委員會（英语：Federal Energy Regulatory Commission）繳交4.1億美元的罰金。彭博通訊社（页面存档备份，存于）
- 美國財政部決定認定涉嫌協助錫納羅亞販毒集團毒梟伊斯梅尔·桑巴达·加西亚（英语：Ismael Zambada García）與华金·古斯曼·洛埃拉洗錢的3名墨西哥國民違反了美國所要求與販毒集團有任何業務關係之禁令。《華爾街日報（页面存档备份，存于）》
- 在沙烏地阿拉伯創辦網路論壇並且討論沙烏地阿拉伯宗教影響的拉伊夫·巴达维（英语：Raif Badawi），被法院以涉嫌「違反伊斯蘭傳統價值觀和傳播自由主義思想」為由判處7年監禁和600下鞭刑。《紐約每日新聞（页面存档备份，存于）》

政治選舉
- 馬姆努恩·海珊在2013年巴基斯坦總統選舉中當選成為第十二任巴基斯坦總統。Geo TV（页面存档备份，存于）

## 7月31日
災害事故

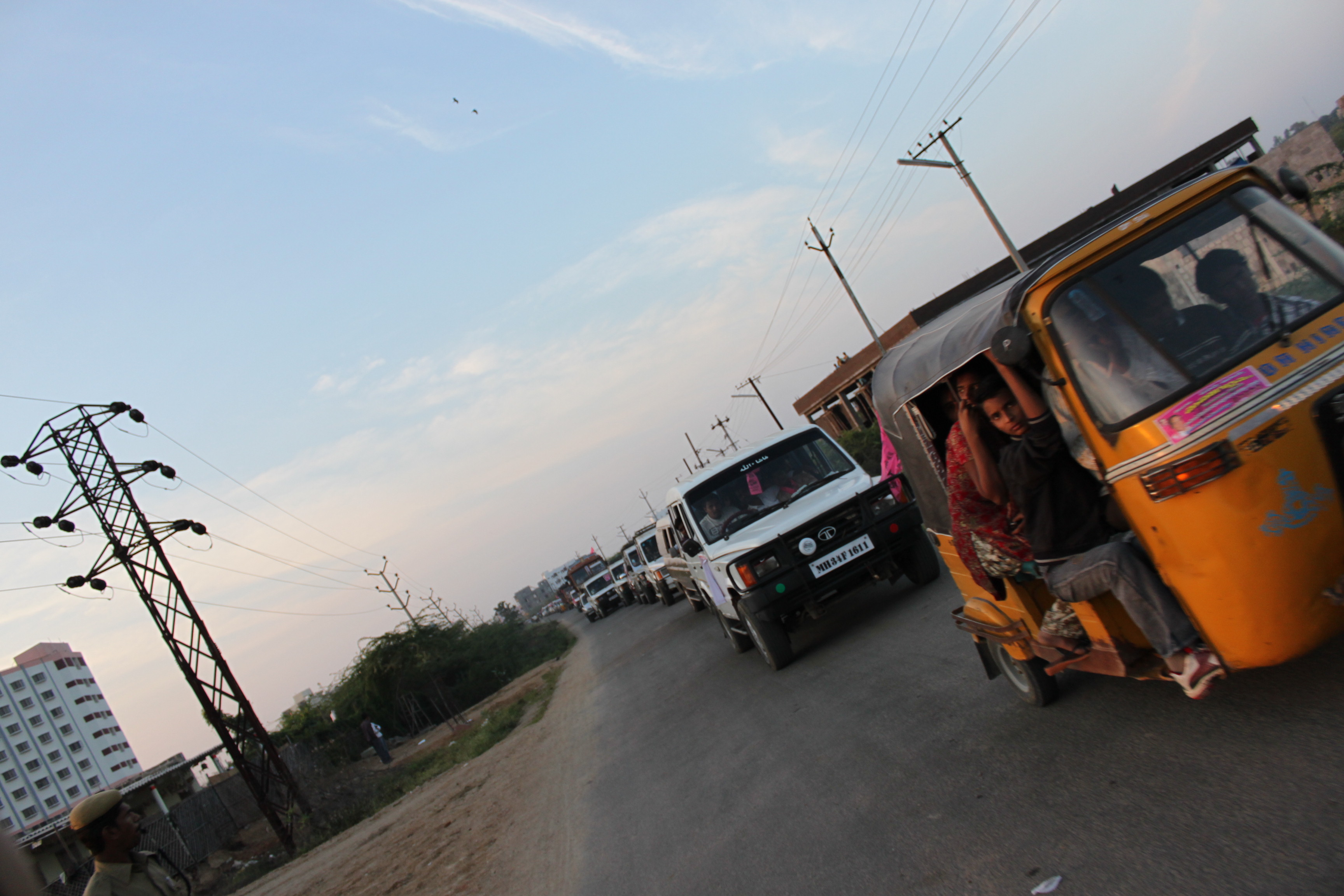
泰倫迦納。

- 中華人民共和國上海市出現了41°C（106°F）的高溫，這次140年以來最熱的熱浪亦造成至少10人死亡。法國24
- 印度旁遮普地區的一輛公車不慎掉入西爾欣德-法泰加爾當地運河中，造成40人失蹤。《印度斯坦時報》
- 古巴首都哈瓦那傳出非法酒精中毒事件，其中至少有7人因而死亡以及40多人住院觀察。BBC新聞（页面存档备份，存于）

法律犯罪
- 澳洲新南威爾斯省廉政公署（英语：Independent Commission Against Corruption (New South Wales)）發現前部長伊恩·麦克唐纳（英语：Ian Macdonald (New South Wales politician)）以及埃迪·奥贝德（英语：Eddie Obeid）涉嫌貪汙以及濫用職權。《澳洲人報（页面存档备份，存于）》

政治選舉
- 印度執政聯盟同意將印度南部安得拉邦泰倫迦納地區獨立成為新的邦。WMDT
- 辛巴威正式舉辦2013年辛巴威總統選舉。《太陽報》
- 在穆罕默德·布拉米遭到暗殺後，突尼西亞教育部部長塞勒姆·萊伯泰科（Salem Labyedh）宣佈辭去職務。BBC新聞（页面存档备份，存于）